# Liste von Sakralbauten in Krefeld
Die Liste von Sakralbauten in Krefeld listet gegenwärtige und ehemalige Sakralbauten in der nordrhein-westfälischen Stadt Krefeld auf. Zusätzlich werden hier auch Versammlungshäuser und -räume (ö. Ä.) von religiösen Gemeinschaften aus Krefeld sowie Trauerhallen auf Friedhöfen aufgeführt, die im engeren Sinne ja keine Sakralbauten sind.

## Christentum

### EvangelischeGemeinden

#### Evangelische Landeskirchen-Gemeinden
| Abbildung      | Name / Bezeichnung         | Bezirk                                      | Ortsteil, Adresse, Koordinaten                 | Bauzeit                   | Beschreibung |
| -------------- | -------------------------- | ------------------------------------------- | ---------------------------------------------- | ------------------------- | --- |
| weitere Bilder | Alte Kirche                | Evangelische Kirchengemeinde Alt Krefeld    | Stadtmitte Quartelnstraße 13, 47798 Krefeld    | 1166 / 1472 / 1599 / 1842 | Bereits 1166 wurde für diese Stelle eine katholische Kapelle mit dem Namen St. Dionysius erwähnt, später (1472) wurde hier eine dreischiffige spätgotische Kirche mit gleichem Patrozinium erbaut. Ab dem Jahr 1560 führte Graf Hermann von Moers in seiner Grafschaft – also auch in Krefeld – das Augsburger Bekenntnis ein – die Kirche wurde 1607 der Reformation übergeben. Im Jahr 1584 brannte die Kirche ab, nach einer Erneuerung konnten im Jahr 1599 wieder Gottesdienste gehalten werden. Im Jahr 1747 wurden mehrere Inschriftentafeln in die Nordwand integriert, von 1840 bis 1842 wurde nach den Plänen des Architekten Heinrich Johann Freyse eine gotisierende Hallenkirche an den alten Turm angebaut. Am 22. Juni 1942 wurde dieses Kirchenschiff durch einen Bombenangriff zerstört. Der gotische Turm stürzte am 14. April 1951 ein, am 14. Dezember 1952 konnte die nach den Plänen des Krefelder Architekten Paul Alfred Kessler sen. wiederaufgebaute Alte Kirche geweiht werden, 1965 wurde ein neuer Turm ergänzt. Im Jahr 2003 konnte eine neue Vleugels-Orgel in Betrieb genommen werden, weiterhin wurden neue Eingangsportale (gestaltet von Ewald Mataré) eingebaut und das neue Kreuz (gestaltet von Prof. Ackermann) an der nördlichen Außenwand eingefügt werden. |
| weitere Bilder | Erlöserkirche Lindental    | Evangelische Kirchengemeinde Alt Krefeld    | Benrad Forstwaldstraße 91, 47804 Krefeld       | 1961                      | Nachdem im Jahr 1935 das Brachland zwischen Forstwald und dem Ferlingsweg als Siedlungsgebiet für die Mitarbeiter der Deutsche Edelstahlwerke AG erschlossen wurde, fanden ab 1948 erste evangelische Gottesdienste in den Räumen des Kinderhorts der Deutschen Edelstahlwerke statt. Am 8. November 1957 beschloss die Leitung der Evangelischen Kirche im Rheinland die Einrichtung einer Pfarrstelle im Bezirk Lindental, die am 4. Januar 1959 mit einem ständigen Pfarrer besetzt werden konnte. Ein neues Pfarrhaus konnte bereits am 25. August 1960 bezogen werden. Nach der feierlichen Grundsteinlegung am 7. Mai 1961 konnte das nach den Plänen der Krefelder Architekten Max Sippel, Bruno Trubert und Rolf Klein erbaute Gotteshaus mit dem Namen „Erlöserkirche“ am 11. März 1962 durch den Oberkirchenrat Heinz Stöver geweiht werden. Vor dem Glockenturm wurde im Jahr 1964 die eindrucksvolle Statue „Posaunenengel – Rufer zum letzten Gericht“ des Künstlers Theo Akkermann errichtet. |
| weitere Bilder | Johanneskirche (Forstwald) | Evangelische Kirchengemeinde Alt Krefeld    | Forstwald Bellenweg 157, 47804 Krefeld         | 1961                      | Nachdem im Jahr 1929 der Stadtteil Forstwald nach Krefeld eingemeindet worden war, kam 1931 der Wunsch nach einer auch pfarramtlichen Eingemeindung von Forstwald nach Krefeld auf, die dann im Juni 1933 genehmigt wurde. Die Gottesdienste fanden als „Waldgottesdienste“ statt, das Dritte Reich verbot aber im Jahr 1940 diese Zusammenkünfte. Nach dem Zweiten Weltkrieg fanden im November 1945 erste Gottesdienste in einem Raum der Schulbaracke statt, im Dezember 1948 konnte eine ausgediente Baracke der Organisation Todt als Kapelle gekauft werden. Diese Notkirche wurde im September 1949 feierlich geweiht. Mitte der 1950er Jahre wurde beschlossen, eine neue Kirche nach den Plänen des Architekten H. Scharnofske zu bauen. Der Krefelder Künstler Gustav Fünders wurde mit der Gestaltung der Glasfassade und des Mosaiks (Vision des Sehers Johannes) über den Eingangstür beauftragt. Im Jahr 1961 konnte das neue evangelische Gotteshaus mit dem Namen „Johanneskirche“ durch Joachim Beckmann (Präses der Evangelischen Kirche im Rheinland) und Wilhelm Veit (Superintendent des Kirchenkreises Krefeld) geweiht werden. Als in den Jahren 1970 und 1971 das neue katholische Gotteshaus in Forstwald (St. Mariä-Heimsuchung (Maria Waldrast)) erbaut wurde, wurde die Johanneskirche auch den katholischen Christen zur Verfügung gestellt, was zu einer selbstverständlichen ökumenischen Zusammenarbeit zwischen den beiden Gemeinden führte, die immer noch besteht. Nachdem die Kirche aus Kostengründen stillgelegt wurde, soll an dieser Stelle das Mehrgenerationen-Wohnprojekt „Johanneshöfe“ entstehen. Die aktuellen Pläne wurden bereits Ende 2024 in der Bezirksvertretung vorgestellt. |
| weitere Bilder | Friedenskirche             | Evangelische Kirchengemeinde Friedenskirche | Cracau Mariannenstraße 109, 47799 Krefeld      | 1872–1874                 | Die Friedenskirche wurde in den Jahren 1872–1874 nach den Plänen des Architekten August Hartel erbaut, am 9. September 1874 konnte sie als zweite evangelische Kirche in Krefeld geweiht werden. Die Bronze für die Glocken stammte aus eingeschmolzenen Kanonen aus dem Deutsch-Französischen Krieg (1870/71), die Taufschale stiftete der Krefelder Unternehmer Heinrich Scheibler im Jahr 1875. Im Zweiten Weltkrieg – in der Nacht vom 21. auf den 22. Juni 1943 – wurde die Kirche fast vollständig zerstört, der Wiederaufbau unter Leitung des Architekten Erwin Beckers konnte 1957 abgeschlossen werden. Zur Einweihung am 13. November 1957 stiftete Bundespräsident Theodor Heuss die Altarbibel. |
| weitere Bilder | Kreuzkirche (Hüls)         | Evangelische Kirchengemeinde Hüls           | Hüls Bonhoefferstraße 31, 47839 Krefeld        | 1964                      | Als nach dem Zweiten Weltkrieg zahlreiche evangelische Heimatvertriebene und Flüchtlinge an den Niederrhein kamen, wurde es u. a. in Hüls erforderlich, ein evangelisches Gotteshaus zu errichten. Die nach den Plänen des Architekten Hugo Lechmig erbaute Kreuzkirche wurde am 7. Mai 1964 eingeweiht, einige Elemente kamen aber erst später hinzu: das Glockengeläut (9. Mai 1965), die Orgel (6. Juni 1971) und das Taufbecken (11. November 1979). |
| weitere Bilder | Lukaskirche                | Evangelische Kirchengemeinde Krefeld-Nord   | Gartenstadt Breslauer Straße 6, 47829 Krefeld  | 1960                      | Am 13. März 1960 konnte das nach Plänen der Architekten Ernst Fohrer, C. Müller und H. H. Schneider erbaute neue Gotteshaus des Stadtteils Gartenstadt mit dem Namen „Lukaskirche“ geweiht werden, die dazugehörigen Glocken wurden eine Woche später eingebaut. Zum 50-jährigen Jubiläum im März 2010 blieben die Glocken stumm, da der Stahlbeton des Kirchturms brüchig geworden war. Aus Kostengründen wurden im folgenden Jahr die Glocken ausgebaut und der Kirchturm abgerissen. Nach dem Abriss der restlichen Kirche im September 2020 wird das katholische Gotteshaus St. Pius X. ökumenisch mitgenutzt. |
| weitere Bilder | Thomaskirche               | Evangelische Kirchengemeinde Krefeld-Nord   | Traar Flünnertzdyk 310, 47802 Krefeld          | 1953–1957                 | Im Jahr 1953 begann die Planung der neuen Kirche in Traar durch den Architekten Fritz G. Winter, den damaligen Direktor der Werkkunstschule Krefeld. Die Grundsteinlegung wurde am 21. Oktober 1956 gefeiert, und am 10. November 1957 konnte die Thomaskirche geweiht werden. Nach einer Schenkung anlässlich des 25-jährigen Jubiläums von Pfarrer Traugott Schommer konnte ein neues Kirchenfenster im Jahr 1999 eingeweiht werden. Am 28. November 2008 erhielt der Architekt Georg von Houwald für das neue Gemeindehaus der Thomaskirche den Krefelder Architekturpreis. |
| weitere Bilder | Christuskirche             | Evangelische Kirchengemeinde Krefeld-Ost    | Bockum Schönwasserstraße 104, 47800 Krefeld    | 1961–1966                 | Nach ersten Vorentwürfen fiel im Jahr 1961 die Entscheidung, die Architekten Ernst Fohrer und Hans Schneiders aus Krefeld mit der Planung der Christuskirche zu beauftragen. Bis dahin diente das damalige Ernst-Moritz-Arndt-Haus der evangelischen Gemeinde in Bockum als Gotteshaus. Die Grundsteinlegung konnte am 14. Januar 1965 begangen werden, die feierliche Einweihung fand am 26. Juni 1966 statt. In den Jahren 2016 und 2017 erfolgte eine umfangreiche Sanierung der Deckenkonstruktion unter Mitwirkung des Krefelder Architekten Thomas Rudolf. |
| weitere Bilder | Lutherkirche               | Evangelische Kirchengemeinde Krefeld-Süd    | Dießem/Lehmheide Lutherplatz 30, 47805 Krefeld | 1902                      | Am 10. März 1902 wurde mit dem Bau der Lutherkirche nach den Plänen des Aachener Architekten Eduard Philipp Arnold begonnen. Die Orgel aus der Werkstatt E. F. Walcker in Ludwigsburg konnte am 27. Juni 1904 in Betrieb genommen werden. Am 6. Juli 1904 wurde die Lutherkirche durch den Koblenzer Generalsuperintendenten Valentin Umbeck geweiht. Am 4. Oktober 1917 mussten das Geläut und die Prospektpfeifen der Orgel zum Einschmelzen für Rüstungszwecke abgegeben werden, am 8. April 1928 konnten neue Glocken geweiht werden. Am 14. November 1940 stürzte nach einem Sturm der Turmhelm in die Kirche, Dach und Gewölbe des Mittelschiffs wurden zerstört, eine Glocke stürzte ab. Im Juni 1942 wurde das Dach repariert, der Turmhelm wurde nicht ersetzt. Drei der vier neuen Glocken mussten am 10. März 1942 wiederum für Rüstungszwecke abgegeben werden, ein neues Geläut konnte am 6. März 1955 geweiht werden. In den Folgejahren waren immer wieder Reparaturen und Sanierungen notwendig. Vom 9. bis 11. Juli 2004 fanden die Feiern zum 100-jährigen Bestehen der Lutherkirche statt. |
| weitere Bilder | Markuskirche               | Evangelische Kirchengemeinde Krefeld-Süd    | Fischeln Kölner Straße 480, 47807 Krefeld      | 1958                      | Nach dem ersten Spatenstich am 17. November 1957 und der Grundsteinlegung am 26. Januar 1958 wurde die Markuskirche am 7. Dezember 1958 eingeweiht. Der kubische Stahlbetonbau entstand nach den Plänen des Krefelder Architekten Rudolf Esch. Das Edelstahlportal ist durch eine Verglasung nach Entwurf von Frère Marc (Taizé) eingerahmt. Im Dezember 2006 wurden das Eingangsportal der Kirche, Tür und Betonmosaik grundlegend saniert. Am 7. Dezember 2006 wurde ein Festgottesdienst zum 50-jährigen Jubiläum der Markuskirche gehalten. Das SWK-Blasorchester gab am 15. April 2018 zum 60-jährigen Jubiläum der Markuskirche ein Benefizkonzert. |
| weitere Bilder | Matthäuskirche (bis 2002)  | Evangelische Kirchengemeinde Krefeld-Süd    | Fischeln Sachsenweg 1, 47807 Krefeld           | 1966                      | Im Jahr 1966 wurde nach Plänen der Architekten Ernst Fohrer und Hans Schneiders ein evangelisches Gotteshaus im Stadtteil Stahldorf erbaut. Im Jahr 2002 wurde die Kirche geschlossen und 2005 an die Griechisch-Orthodoxe Kirchengemeinde „Heiliger Geist“ verkauft. |
| weitere Bilder | Auferstehungskirche        | Evangelische Kirchengemeinde Oppum          | Oppum Buschdonk 42A, 47809 Krefeld             | 1966                      | Im Jahr 1965 erfolgte die Grundsteinlegung des neuen Gotteshauses in der Donksiedlung, im Oktober 1966 wurde der erste Bauabschnitt am Buschdonk vollendet. Ein Jahr später wurde das Pfarrhaus am Lüschdonk fertiggestellt, der zweite Bauabschnitt konnte im Oktober 1971 bezogen werden. |
|                | Kreuzkirche (Oppum)        | Evangelische Kirchengemeinde Oppum          | Oppum Thielenstraße 34, 47809 Krefeld          | 1936                      | Zwischen 1932 und 1938 entstand auf Oppumer Gebiet die neue Donksiedlung, die als größte geschlossene Siedlung in Nordrhein-Westfalen gilt. Im Jahr 1936 wurde hier die erste evangelische Kirche mit angeschlossenem Gemeinderaum und Pfarrhaus für die evangelischen Christen gebaut. Nach der Zerstörung durch Bombenangriffe im Dezember 1944 wurde die Kreuzkirche wiederaufgebaut, 1947 war die Kirche fertig, 1954 auch das Pfarrhaus. Nach einer umfangreichen Standortanalyse beschloss das Presbyterium im September 2007, die Kreuzkirche zu schließen. Sie wurde am 22. Juni 2008 entwidmet. Als Ersatz für das „Haus Kagawa“ entstand 2019 in der denkmalgeschützten Kreuzkirche das Gemeinde- und Jugendzentrum der Evangelischen Kirchengemeinde Oppum. |
| weitere Bilder | Pauluskirche               | Evangelische Kirchengemeinde Pauluskirche   | Inrath Hülser Straße 171, 47803 Krefeld        | 1900–1901                 | Die Pauluskirche im Stadtteil Inrath wurde 1900–1901 als drittes evangelisches Gotteshaus in Krefeld nach Plänen des in Herborn ansässigen Architekten Ludwig Hoffmann erbaut. Die Bauleitung übte Hoffmanns Mitarbeiter August Biebricher aus, der sich dann dauerhaft in Krefeld niederließ. Im Zweiten Weltkrieg wurde die Kirche bei einem Bombenangriff in der Nacht vom 21. auf den 22. Juni 1943 bis auf die Grundmauern zerstört, sie konnte erst 1965 neu aufgebaut werden. |
| weitere Bilder | Johanneskirche (ab 2007)   | Evangelische Kirchengemeinde Uerdingen      | Linn Ostpreußenstraße 6, 47829 Krefeld         | 1971                      | Bei der jetzigen Johanneskirche handelt es sich um ein neuapostolisches Sakralgebäude, das nach der Schließung der „alten Johanneskirche“ (am Kohlplatzweg) von der neuapostolischen Kirche gekauft wurde. Nach dem letzten Gottesdienst in der alten Kirche am 15. April 2007 konnte die neue Kirche an der Ostpreußenstraße in Dienst genommen werden. Der Glockenturm konnte nicht dorthin versetzt werden, da das neue Gotteshaus zu nah an der Wohnbebauung liegt, ein Posaunenengel auf dem Dach des Kirchturms „ruft“ die Gläubigen zum Gottesdienst. Aus dem Gemeindezentrum in Stratum wurde eine Vitrine mit Buntglasfenstern des Architekten Carsten A. Schubert übernommen. Die Orgel stammt aus der Kapelle des Michaelstifts in Uerdingen, dem damaligen Altenheim der Gemeinde. |
| weitere Bilder | Johanneskirche (bis 2007)  | Evangelische Kirchengemeinde Uerdingen      | Linn Kohlplatzweg 31, 47829 Krefeld            | 1963                      | Im Jahr 1963 wurde ein evangelisches Gotteshaus mit dem Namen „Johanneskirche“ nach den Plänen des Architekten Günther Wiebe auf dem Grundstück Kohlplatzweg 31 in Linn errichtet. Im Jahr 1983 wurden noch größere Umbauten ausgeführt. Der letzte Gottesdienst wurde am 15. April 2007 gefeiert, die Kirche wurde geschlossen und ein Jahr später abgerissen. Das Gelände wurde mit Wohnhäusern bebaut, als Ersatz konnte ein ehemaliges Gotteshaus der neuapostolischen Kirche gekauft werden, es wurde unter dem alten Namen „Johanneskirche“ geweiht. |
| weitere Bilder | Michaelskirche             | Evangelische Kirchengemeinde Uerdingen      | Uerdingen Am Zollhof 3, 47829 Krefeld          | 1964                      | Bereits am 18. Februar 1846 fand der erste evangelische Gottesdienst in Uerdingen statt, aber erst 1862 konnte die erste evangelische Kirche Uerdingens eingeweiht werden. Im Zweiten Weltkrieg wurde das Gotteshaus schwer beschädigt, es konnte aber relativ schnell instand gesetzt werden. Im Jahr 1956 entstand ein großes Gemeindehaus an der Kronenstraße, das 2007 verkauft wurde. Das Gotteshaus wurde wenige Monate vor seinem 100-jährigen Jubiläum abgerissen, da es für die mittlerweile sehr große Gemeinde zu klein geworden war. 1964 wurde die jetzige Michaelskirche eingeweiht, die nach Plänen des Architekten Heinrich Otto Vogel erbaut wurde. Der mittelalterlich anmutende, runde Glockenturm prägt bis heute das Uerdinger Stadtbild. Anfang März 2025 teilte die Evangelische Kirchengemeinde Uerdingen mit, dass das Gebäude der Michaelskirche aufgegeben wird, da die Kirche in hohem Maß sanierungsbedürftig ist. |

#### Gemeinden evangelischer Freikirchen
| Abbildung      | Name / Bezeichnung                        | Bezirk                                | Ortsteil, Adresse, Koordinaten                      | Bauzeit | Beschreibung |
| -------------- | ----------------------------------------- | ------------------------------------- | --------------------------------------------------- | ------- | --- |
| weitere Bilder | Freie evangelische Gemeinde Krefeld       | Freie evangelische Gemeinde           | Stadtmitte Oelschlägerstraße 53, 47798 Krefeld      | 1967    | Am 26. Juni 1855 wurde durch den Evangelischen Brüderverein in Wuppertal beschlossen, für die Brüder aus Krefeld regelmäßige Bibelstunden abzuhalten. Diese wurden u. a. im Hause von Jakob Lübkes auf dem Westwall abgehalten. Im Jahr 1859 konnte hierzu ein Saal auf der Hochstraße angemietet werden, ab 1874 wurde ein eigener Gemeindesaal im Hause des Bruders Friedrich de Fries in der Winkelstraße eingerichtet. Ein erstes eigenes Gemeindehaus auf der Felbelstraße konnte am 9. Mai 1886 geweiht werden, es wurde aber in der Bombennacht vom 22. Juni 1943 ein Raub der Flammen. Das heutige Gemeindehaus – welches nach den Plänen des Architekten Franz Gotzen errichtet wurde – konnte am 18. Juni 1967 unter dem Namen „Immanuelskirche“ geweiht werden und befindet sich auf der Oelschlägerstraße 53. Im Jahr 2015 konnte ein weiteres Gebäude (direkt angrenzend zum Gemeindehaus) an der Lewerentzstraße erstanden werden, welches mit hohem finanziellen Aufwand in ein Begegnungszentrum – als Café Südlicht – umgebaut wurde. |
| weitere Bilder | Baptistengemeinde Zionskirche             | Evangelisch-Freikirchliche Gemeinde   | Cracau Seidenstraße 39, 47799 Krefeld               | 1899    | In den Anfängen wurde die Krefelder Gemeinde noch von der Kölner Baptistengemeinde betreut, jedoch konnte im Jahr 1894 ein Grundstück an der Neuen Linner Straße erworben werden. Hier wurde eine kleine Kapelle erbaut, die im Jahr 1897 geweiht werden konnte. Da die Kapelle für die mittlerweile recht groß gewordene Gemeinde zu klein geworden war, wurde auf der Schulstraße (heute Seidenstraße) ein Grundstück gekauft. Als neues Gotteshaus wurde hier die Zionskirche erbaut, sie konnte am 19. November 1899 eingeweiht werden. |
| weitere Bilder | Mennoniten Krefeld                        | Mennonitengemeinde                    | Stadtmitte Königstraße 132, 47798 Krefeld           | 1693    | Ab 1607 siedelten sich erste Mennoniten in Krefeld an, im Zuge der ersten Stadterweiterung (ab 1691) wurde ihnen der Bau einer eigenen Kirche – nach den Plänen des Architekten Heinrich Johann Freyse – gestattet. Sie wurde als von der Straße zurückgesetzte Hofkirche an der Königstraße erbaut und kann durch ein noch heute bestehendes Portal betreten werden. Dieses Portal stellt heute das älteste Kulturdenkmal innerhalb der Krefelder Wälle dar. Als Erbauungsjahr ist über dem Eingang die Jahreszahl 1693 festgehalten, die erste Nutzung des Gotteshauses ist für 1696 belegt. |
| weitere Bilder | Freikirche der Siebenten-Tags-Adventisten | Adventgemeinde                        | Cracau Freiligrathstraße 48, 47799 Krefeld          | 1950    | Bereits im Jahr 1908 wurde eine Adventgemeinde in Krefeld gegründet, damals noch als Hausgemeinde auf der Oppumer Straße. Seit dem 12. November 1950 versammelt sich die Gemeinde (zunächst in einer Holzbaracke) auf der Freiligrathstraße 48, das heutige Gotteshaus konnte – an gleicher Stelle – am 16. Dezember 1972 geweiht werden. |
| weitere Bilder | Evangeliumshaus                           | Bund Freikirchlicher Pfingstgemeinden | Dießem/Lehmheide Gladbacher Str. 547, 47805 Krefeld | 1976    | Die erste Versammlung der freikirchlicher Pfingstgemeinde fanden am Silvestertag 1950 – unter der Leitung des Aachener Pastors Gerhard Krüger – in einer Privatwohnung auf der Jägerstraße 13 statt. Nachdem zwischenzeitlich ein Raum der Josephschule genutzt wurde, konnten im Jahr 1960 Räume auf der Gladbacher Straße 382 gemietet werden. Unter der Leitung des Pastors Addi Schlitter wurde am 1. Februar 1976 das leerstehende Hotel „Behringshof“ auf der Gladbacher Straße 547 von der Gemeinde gekauft. Der Kauf wurde komplett aus Spenden der Gemeindemitglieder finanziert, der Umbau erfolgte überwiegend in Eigenleistung der Gemeinde. Das Evangeliumshaus beinhaltet u. a. zwei Säle, ein Begegnungszentrum (mit einer Cafeteria) und eine Sozialstation. Die heutige (deutsche und tamilische) „Christengemeinde Krefeld e. V.“ besteht aus ca. 300 Mitgliedern, Schwerpunkte sind – neben der christlichen Arbeit – Engagement im Jugend- und Sozialbereich, wie z. B. Pfadfindergruppen, Deutschunterricht für Flüchtlinge. Weiterhin wird eine Tochtergemeinde in Nettetal-Lobberich mit dem Namen „Nettechurch“ unterhalten, Hauskreise finden u. a. auch in Grefrath statt. |
| weitere Bilder | Gösta-Blomberg-Haus                       | Heilsarmee                            | Dießem/Lehmheide Voltastraße 50, 47805 Krefeld      | 1979    | Ein (gemietetes) Gemeindegebäude der Heilsarmee befand sich zuletzt auf der Blücherstraße 66, welches aber aus (unbekannten Gründen) aufgegeben werden musste. Im Jahr 1979 wurde auf der Voltastraße die Wohnungsloseneinrichtung „Gösta-Blomberg-Haus“ errichtet, die 1991 zu einem Altenpflegeheim umgebaut wurde. Die Leitung des Hauses oblag einem Offizier der Heilsarmee, der im Jahr 1997 aus Altersgründen ausschied – die Versammlungen wurden bis dahin von ihm geleitet. Seit 1997 wird das Haus durch eine angestellte Heimleitung geführt, es finden regelmäßig evangelische und katholische Gottesdienste in einem Gemeinschaftsraum statt. |

### KatholischeGemeinden

#### Alt-Katholische Gemeinde
| Abbildung      | Name / Bezeichnung  | Bezirk                          | Ortsteil, Adresse, Koordinaten           | Bauzeit   | Beschreibung |
| -------------- | ------------------- | ------------------------------- | ---------------------------------------- | --------- | --- |
| weitere Bilder | Erscheinung Christi | Alt-Katholische Kirchengemeinde | Cracau Dreikönigenstr. 54, 47799 Krefeld | 1892–1894 | Ursprünglich dreischiffig unter dem Namen „Christuskirche“ zwischen 1892 und 1894 erbaut und geweiht, durch Bombenangriffe im Juni 1943 und Januar 1945 schwer zerstört – eine erneute Einweihung nach der Wiederherstellung erfolgte im November 1951. Nach weiteren Umbauten (u. a. 1957 ein Gemeindezentrum, 1996 eine Aufzugskonstruktion) wurde das Gotteshaus am Dreikönigstag 1997 zum dritten Mal geweiht und trägt jetzt den Namen Erscheinung Christi. |

#### Römisch-Katholische Gemeinden
| Abbildung | Name / Bezeichnung                         | Bezirk                                                                         | Ortsteil, Adresse, Koordinaten                                 | Bauzeit                           | Beschreibung |
| --- | ------------------------------------------ | ------------------------------------------------------------------------------ | -------------------------------------------------------------- | --------------------------------- | --- |
| weitere Bilder | St. Antonius (ab 2006)                     | Gemeinschaft der Gemeinden Krefeld-Mitte – Pfarrei Heilig Geist                | Dießem/Lehmheide Antoniusplatz 10, 47805 Krefeld               | 2006                              | Nach dem Abriss der Bunkerkirche St. Antonius in den Jahren 2005–2006 wurde in einem (stehengebliebenen) Nebengebäude ein kleiner Gottesdienstraum für die Gemeinde eingerichtet, in dem regelmäßig Gottesdienste stattfinden. |
| weitere Bilder | St. Antonius (bis 2006)                    | Gemeinschaft der Gemeinden Krefeld-Mitte – Pfarrei Heilig Geist                | Dießem/Lehmheide Antoniusplatz 10, 47805 Krefeld               | 1953–1954                         | In den Jahren 1953–1954 wurde nach Plänen des Architekten Alfons Leitl ein Luftschutz-Hochbunker des Zweiten Weltkriegs in Dießem zur katholischen Kirche St. Antonius umgebaut. Wiederum nach Plänen von Leitl wurde ein Jahr später ein Kindergarten angebaut und 1959 und 1960 Wohnungen für die Pfarrgeistlichkeit in den Bunkerbau integriert. In den Jahren 2005–2006 wurde die Kirche abgerissen und an dieser Stelle ein Heim für psychisch Kranke erbaut. Das eindrucksvolle Bilderensemble des Kreuzwegs (gestaltet von Otto Lauterbach) fand seinen neuen Platz in der Kirche St. Lambertus in Monschau-Kalterherberg. |
| weitere Bilder | St. Elisabeth                              | Gemeinschaft der Gemeinden Krefeld-Mitte – Pfarrei Heilig Geist                | Cracau Viktoriaplatz 11, 47799 Krefeld                         | 1912–1915                         | Nach dem Kauf eines Grundstücks durch einen Kirchbauverein im Jahr 1904 wurde die Kirche St. Elisabeth in den Jahren 1912–1915 nach den Plänen des Düsseldorfer Architekten Willy Pauen erbaut, ihre Weihe fand am 17. Januar 1915 statt. Bei Bombenangriffen am 22. Juni 1943 und 11. Januar 1945 wurde die Kirche schwer beschädigt. Den Wiederaufbau leitete der Krefelder Stadtbaurat Hans Bachem. Am 27. Mai 1954 wurde das Gotteshaus benediziert. Nach einer Renovierung konnte am 19. November 1988 der neue Altar geweiht werden. Im Jahr 1991 wurde eine Orgel der Werkstatt Mönch Orgelbau in Überlingen eingebaut. |
| weitere Bilder | St. Stephan                                | Gemeinschaft der Gemeinden Krefeld-Mitte – Pfarrei Heilig Geist                | Cracau Luisenstraße 50, 47799 Krefeld                          | 1854–1859                         | Die Kirche St. Stephan wurde von 1854 bis 1859 nach Plänen des Architekten Friedrich von Schmidt als dreischiffige, neugotische Hallenkirche ohne Querschiff erbaut. Der 72 m hohe Kirchturm wurde 1881–1884 an der Westseite des Gotteshauses errichtet. Beachtenswert sind die 12 Apostelfiguren aus dem 15. Jahrhundert sowie die 14 Kreuzweg-Mosaiken und die farbigen Chorfenster, die vom Glaskünstler Josef Strater in der Wiederaufbauphase nach dem Zweiten Weltkrieg geschaffen wurden. |
| weitere Bilder | St. Franziskus (bis 2016)                  | Gemeinschaft der Gemeinden Krefeld-Mitte – Pfarrei Heilig Geist                | Cracau Wielandstraße 11, 47799 Krefeld                         | 1927 / 1959–1960                  | Im Jahr 1927 wurde eine Notkirche mit dem Namen St. Franziskus an der Wielandstraße erbaut. Bei einem Bombenangriff am 22. Juni 1943 wurde diese Holzkirche zerstört, der Wiederaufbau konnte aber schon 1948 abgeschlossen werden. Da die Kirche für die Anzahl der Gläubigen zu klein geworden war, wurde 1959–1960 ein neues Gotteshaus (wieder mit dem Namen St. Franziskus) nach den Plänen der Architekten Stefan Leuer und Arthur Jansen (Köln) errichtet, Fenster und Portale stammen von Ludwig Schaffrath. Die Kirche wurde am 27. November 1960 geweiht, Renovierungen fanden in den Jahren 1976 und 1990 statt. 2016 wurde die Kirche geschlossen und am 23. Mai 2016 an die russisch-orthodoxe Kirchengemeinde der Heiligen Großmärtyrerin Barbara verkauft. |
| weitere Bilder | St. Dionysius                              | Gemeinschaft der Gemeinden Krefeld-Mitte – Pfarrei Papst Johannes XXIII        | Stadtmitte Dionysiusplatz 21, 47798 Krefeld                    | 1752–1910                         | Die im Jahr 1166 erstmals erwähnte St.-Dionysius-Kapelle war jahrhundertelang die einzige Kirche in Krefeld. Im 15. Jahrhundert wurde St. Dionysius als dreischiffige Hallenkirche im spätgotischen Stil neu gebaut. Dieser Bau – jetzt „Alte Kirche“ – wurde im Jahr 1607 der Reformation übergeben. Erst im Jahr 1752 begann der Bau der neuen Dionysiuskirche in barocken Formen, das Langhaus wurde 1754, der Turm erst 1768 fertiggestellt. 1840–1844 erhielt die Kirche nach Entwurf von Ernst Friedrich Zwirner und unter Bauleitung durch Heinrich Johann Freyse ihr heutiges Aussehen, 1893/1894 kam der neue, fast 80 Meter hohe Turm mit Portalfassade in neugotischen Formen dazu. Im Zweiten Weltkrieg wurde die Kirche schwer beschädigt, nur der Turm blieb unversehrt. 1954 wurde sie instand gesetzt. Die Turmspitze fiel 2004 einem Sturm zum Opfer und wurde erst 2010 ersetzt. |
| weitere Bilder | Liebfrauen                                 | Gemeinschaft der Gemeinden Krefeld-Mitte – Pfarrei Papst Johannes XXIII        | Stadtmitte Von-Itter-Platz 7, 47798 Krefeld                    | 1854–1860                         | Die Kirche wurde nach Plänen des Architekten Vinzenz Statz 1854–1860 erbaut. Aus Kostengründen wurde der Turm erst 1872–1877 wiederum nach Plänen von Vinzenz Statz errichtet. Nach 1960 wurde bis auf den Hochaltar die ursprüngliche Einrichtung komplett erneuert. |
| weitere Bilder | St. Josef                                  | Gemeinschaft der Gemeinden Krefeld-Mitte – Pfarrei Papst Johannes XXIII        | Stadtmitte An der Josefkirche 1, 47798 Krefeld                 | 1887–1898                         | Das Gotteshaus wurde 1887–1898 nach den Plänen der Architekten Caspar Clemens Pickel und Theodor Quester in Anlehnung an die romanische Kirche St. Kastor in Koblenz erbaut. Der erste Spatenstich war am 8. September 1887, die Grundsteinlegung erfolgte am 16. Oktober 1887. Im Jahr 1898 wurden die beiden 65 m hohen Türme fertiggestellt. Mit 1.660 m² Innenraum ist St. Josef eines der größten Gotteshäuser in Krefeld. Im August 1898 läuteten zum ersten Mal die fünf Glocken „Anna“, „Maria“, „Josef“, „Hermann-Josef“ und „Johannes“. Am 19. März 1890 fand die Konsekration durch den Kölner Erzbischof Philipp Krementz statt. Zunächst war St. Josef eine Filialkirche von St. Dionysius, im Jahr 1892 wurde die Gemeinde zur eigenständigen Pfarrei erhoben. Bei einem Bombenangriff am 20. Juni 1943 brannten beide Türme und das Dach vollkommen ab, bereits zu Weihnachten 1943 konnte aber wieder ein Gottesdienst gefeiert werden. Während der Wiederaufbauphase 1953–1964 erfolgte eine völlige Umgestaltung des Innenraums. |
| weitere Bilder | St. Norbertus (bis 2006)                   | Gemeinschaft der Gemeinden Krefeld-Mitte – Pfarrei Papst Johannes XXIII        | Stadtmitte Frankenring 100, 47798 Krefeld                      | 1925                              | Im Jahr 1925 wurde am Frankenring ein neues Gotteshaus nach den Plänen der Architekten Karl Pipper und Eugen Bertrand erbaut, es konnte am 21. Juni 1925 geweiht werden. Die Farbverglasungen stammen von Otto Lauterbach und Heinrich Kamps. Bei einem Bombenangriff am 22. Juni 1943 wurde die Kirche schwer beschädigt. Nach dem Wiederaufbau wurde die Kirche am 21. Dezember 1950 neu konsekriert. Im Jahr 1950 wurden Teile der Kirche umgebaut. Am 2. Januar 2005 wurde die letzte Messe zelebriert, am 29. Januar 2006 wurde das Gotteshaus entwidmet und 2014 in ein Mehrgenerationenhaus umgebaut. |
| weitere Bilder | Herz-Jesu                                  | Gemeinschaft der Gemeinden Krefeld-Nord – Pfarrei St. Christophorus            | Bockum Friedrich-Ebert-Straße 156, 47800 Krefeld               | 1930–1931                         | Im Jahr 1897 wurde dem Kirchenvorstand von St. Gertrudis in Bockum im Rahmen einer Visitation aufgetragen, eine weitere Kirche im Westen der Pfarre zu erbauen. Ein Kirchbauverein wurde 1903 gegründet, erste Gottesdienste fanden in gemieteten Sälen statt. Nachdem eine Planung von Eduard Endler aus dem Jahr 1913 nicht zur Ausführung kam, konnte 1929 ein Architektenwettbewerb ausgeschrieben werden, aus dem der Entwurf des Elberfelder Architekten August Schumacher hervorging. 1930–1931 wurde die Kirche als Stahlskelettbau errichtet, am 5. Juli 1931 konnte das Gotteshaus geweiht werden. Zunächst war Herz-Jesu eine Filialkirche von St. Gertrudis, am 1. April 1935 wurde die Gemeinde zur eigenständigen Pfarre erhoben. Bei einem Bombenangriff am 18. Dezember 1944 wurde die Kirche schwer getroffen, ab 1949 konnte das Untergeschoss als Notkirche genutzt werden. Nach dem endgültigen Wiederaufbau wurde die Kirche am 20. Dezember 1953 ihrer Bestimmung übergeben. Der freistehende Glockenturm nach den Plänen der Architekten Fritz Dohmen und Franz Gotzen wurde aus Kostengründen erst 1965–1966 (an der von August Schumacher geplanten Stelle) erbaut. Im Jahr 1975 wurde im Rahmen einer Renovierung ein Zelebrationsaltar in der Mitte der Kirche errichtet. |
| weitere Bilder | St. Gertrudis                              | Gemeinschaft der Gemeinden Krefeld-Nord – Pfarrei St. Christophorus            | Bockum Uerdinger Straße 627, 47800 Krefeld                     | 1857                              | Bereits im Hochmittelalter gab es in Bockum eine Pfarre. Wahrscheinlich wurde sie von einer Adelsfamilie gegründet, die in Haus Neuenhoven beheimatet war. Von Anfang an wird die heilige Gertrudis als Schutzpatronin genannt. Zunächst handelte es sich um eine einschiffige Kapelle, die im Laufe der Zeit immer wieder vergrößert wurde. Lange Zeit wurde die Kirche vom Orden der Terziarinnen mitgenutzt, deren Kloster der heutige Buchartz-Hof war. Im Jahr 1857 wurde die alte Kirche abgerissen und nach Plänen des Architekten Friedrich von Schmidt im neugotischen Stil an gleicher Stelle neu erbaut; 1897 wurde der neue Turm nach Plänen von Josef Kleesattel fertiggestellt. Die Fenster wurden in den 1950er-Jahren von Gustav Fünders geschaffen, Heinz Dohmen gestaltete 1976 den Innenraum komplett neu. |
| weitere Bilder | Christus König (Verberg)                   | Gemeinschaft der Gemeinden Krefeld-Nord – Pfarrei St. Christophorus            | Verberg Zwingenbergstraße 108, 47802 Krefeld                   | 1908                              | Ursprünglich gehörte die Verberger Gemeinde zu St. Gertrudis in Bockum. Nachdem schon im Jahr 1896 ein Kapellenbauverein gegründet worden war, konnte 1907 der Kölner Architekt Eduard Endler mit der Planung des Gotteshauses beauftragt werden. Der Bau wurde im November 1908 fertiggestellt und der heiligen Elisabeth geweiht. 1920 wurde die Pfarre selbstständig, 1933 erhielt die Kirche ihren heutigen Namen „Christus König“. 1926–1932 und 1960–1966 wurde die Kirche umgestaltet und erhielt ihre heutige Form, u. a. mit drei Fenstern des Künstlers Gustav Fünders. |
| weitere Bilder | St. Josef (Traar)                          | Gemeinschaft der Gemeinden Krefeld-Nord – Pfarrei St. Christophorus            | Traar An der Elfrather Mühle 270, 47802 Krefeld                | 1833–1834 / 1929–1930 / 1975–1977 | St. Josef wurde 1833–1834 als dreischiffiger Backsteinbau errichtet und 1929–1930 nach Plänen des Architekten Bernhard Rotterdam erweitert. Durch die Architekten Norbert Schöningh und Hugo Nagel wurde die Kirche 1975–1977 umfassend umgestaltet bzw. renoviert und erhielt ihr heutiges Bild. |
| weitere Bilder | St. Hubertus                               | Gemeinschaft der Gemeinden Krefeld-Nord – Pfarrei St. Christophorus            | Kliedbruch Nassauer Ring 309, 47803 Krefeld                    | 1959                              | Im Jahr 1953 beschloss die Gemeinde St. Anna, im Stadtteil Kliedbruch eine Filialkirche nach den Plänen des Viersener Architekten Heinz Döhmen zu errichten. Sie wurde als Zeltkirche geplant, sogar eine Demontage war möglich. Die Einweihung fand am 19. Dezember 1959 statt. 1968 wurde die Pfarre selbstständig. 1979 wurde neben der Kirche ein kleiner, freistehender Glockenturm erbaut. |
| weitere Bilder | St. Cyriakus                               | Gemeinschaft der Gemeinden Krefeld-Nordwest – Pfarrei St. Cyriakus             | Hüls Rektoratsstraße 19, 47839 Krefeld                         | 1870                              | Nachdem die Vorgängerkirche 1865 abgerissen worden war, erfolgte 1870 nach Entwurf des Kölner Architekten Heinrich Wiethase ein kompletter Neubau der Kirche, die Einweihung nahm 1875 Bischof Johann Bernhard Brinkmann aus Münster vor. Infolge der Schäden im Zweiten Weltkrieg war eine umfangreiche Instandsetzung erforderlich, die im Jahr 1955 abgeschlossen wurde. Weitere Renovierungen und Restaurierungen (im Außen- wie im Innenbereich) erfolgten 1987. Im Jahr 2009 wurde sieben Fenster des Glaskünstlers Hubert Spierling eingebaut. Anfang 2017 entdeckte man bei Sanierungsmaßnahmen einen in den Sockel des Altars eingemauerten Stein (Kantenlänge ca. 25 cm), der aus der Calixtus-Katakombe in Rom stammt (aus der Zeit zwischen 100 und 300 nach Christus). |
| weitere Bilder | St. Anna                                   | Gemeinschaft der Gemeinden Krefeld-Nordwest – Pfarrei Heiligste Dreifaltigkeit | Inrath An der Annakirche 11, 47803 Krefeld                     | 1903                              | Der Kirchenvorstand der Kirchengemeinde Liebfrauen beschloss am 3. Februar 1898 den Bau von St. Anna. Sie wurde nach Plänen von Josef Kleesattel errichtet und nach zweijähriger Bauzeit im Juli 1903 fertiggestellt. Für die Bauausführung von Rohbau, Dach und Turm war das Krefelder Baugeschäft Gebrüder Koch zuständig. Die Kapitelle, Wasserspeier, Konsolen und die sonstigen schmückenden Elemente wurden von der Krefelder Bildhauerwerkstatt Palm ausgeführt. Am 23. Juli 1903 fand die feierliche Konsekration durch den Stadtdechanten Monsignore Johannes Lefranc statt. |
| weitere Bilder | St. Thomas Morus                           | Gemeinschaft der Gemeinden Krefeld-Nordwest – Pfarrei Heiligste Dreifaltigkeit | Kempener Feld/Baackeshof Kempener Allee 70, 47803 Krefeld      | 1966                              | Die Kirchengemeinde St. Thomas Morus entstand aus der Fusion der Gemeinden St. Bonifatius und St. Petrus Canisius im Jahr 1966, zeitgleich wurde die Kirche fertiggestellt. Die Architekten waren Stefan Leuer (Köln) und Artur Janssen (Bensberg-Refrath), die Fenster stammen von Ludwig Schaffrath (Alsdorf-Ofden), und als Goldschmiede waren Fritz Schwerdt und Hubertus Förster aus Aachen tätig. |
| weitere Bilder | Grabeskirche St. Elisabeth                 | Gemeinschaft der Gemeinden Krefeld-Nordwest – Pfarrei Heiligste Dreifaltigkeit | Inrath Hülser Straße 576, 47803 Krefeld                        | 1894–1896                         | Im Jahr 1892 wurde das Kapuzinerkloster Krefeld-Inrath gegründet, zwei Jahre später wurde die Kapuziner- und Pfarrkirche St. Elisabeth erbaut. Sie konnte am 23. Dezember 1894 eröffnet werden, am 24. August 1895 wurde die Konsekration der Klosterkirche St. Elisabeth von Thüringen begangen. Nach der vollständigen Zerstörung durch Bombenangriffe am 22. Juni 1944 wurde der Wiederaufbau 1951 abgeschlossen, an Christi Himmelfahrt konnte die Kirche geweiht werden. Im Jahr 1992 beschloss der Orden, nach fast 100 Jahren das örtliche Kloster aufzulösen. Die Kirchengemeinde verkaufte das Kloster-Gebäude. Im Rahmen einer bistumsweiten Strukturreform fusionierte die Gemeinde 2014 mit St. Anna und St. Thomas Morus. Am Ostersonntag 2016 wurde das Gotteshaus teilentwidmet und verkauft. Damit war die Voraussetzung für die Umgestaltung zur Grabeskirche gegeben. Diese wurde nach Plänen der Architekten Monika Aulbur und Willi Theelen (Mönchengladbach) gestaltet, die Glasmalereien stammen von Jochem Poensgen. Vom Altar aus durchzieht eine Messinglinie den Boden bis zum Taufbrunnen, dies soll eine Lebenslinie symbolisieren: „Von der Geburt bis zum Tod“. |
| weitere Bilder | Konventskirche St. Cäcilia                 | Gemeinschaft der Gemeinden Krefeld-Nordwest – Pfarrei Heiligste Dreifaltigkeit | Hüls Konventstraße 15, 47839 Krefeld                           | 1460                              | Bereits 1460 wurde mit dem Bau der Konventskirche St. Cäcilia begonnen, bereits am 17. Oktober 1461 weihte der Weihbischof Heinrich von Vennekamp den Altar. Im Jahr 1703 wurde das Gebäude durch einen Brand vollständig zerstört, der Wiederaufbau erfolgte 1713–1737 in barocken Formen. 1802 wurde das Kloster aufgehoben, 1806 ging das Gebäude in den Besitz der Pfarrgemeinde St. Cyriakus über, ab 1847 wurde die Kirche als Krankenhaus genutzt. Ein Bombenangriff am 2. März 1945 zerstörte Dach und Gewölbe vollständig. Nach der Wiederherstellung 1945–1948 konnte die Kirche am 11. September 1948 erneut geweiht werden. Weitere Renovierungen (Glockentürmchen 1992, grundlegende Veränderung des Innenraums 2010–2013) führten zum heutigen Erscheinungsbild der Konventskirche. |
| weitere Bilder | St. Bonifatius (bis 1966)                  | Gemeinschaft der Gemeinden Krefeld-Nordwest – Pfarrei Heiligste Dreifaltigkeit | Kempener Feld/Baackeshof Peter-Lauten-Straße 62, 47803 Krefeld | 1924                              | Seit Weihnachten 1923 wurden in der Turnhalle der Volksschule an der St. Töniser Straße Sonntagsgottesdienste gehalten. Eine Notkirche mit dem Namen St. Bonifatius weihte man am 14. Dezember 1924 ein. Die Einrichtung des Rektoratsbezirks erfolgte am 27. Februar 1925, die Ernennung des ersten Rektors erfolgte am 14. April 1925. Das Gebäude wurde um 1966 im Rahmen der Fusion mit der Gemeinde St. Petrus Canisius zur neuen Pfarre St. Thomas Morus entwitmet, um 2019 wird es vom Krefelder Pappköpp-Theater genutzt. |
| Bild gesucht Die Wikipedia wünscht sich an dieser Stelle ein Bild vom Ort mit diesen Koordinaten 51.340821 6.537817 . Motiv: St. Petrus Canisius (bis 1966) zu Krefeld Falls du dabei helfen möchtest, erklärt die Anleitung , wie das geht. BW | St. Petrus Canisius (bis 1966)             | Gemeinschaft der Gemeinden Krefeld-Nordwest – Pfarrei Heiligste Dreifaltigkeit | Kempener Feld/Baackeshof De-Greiff-Straße, 47803 Krefeld       | 1926/1927                         | Im Jahr 1926 wurde an der Stelle einer belgischen Kaserne der Ruhrbesetzung die „Hindenburgsiedlung“ (die heutige Westparksiedlung) errichtet. Da 80 % der Bewohner der neuen Siedlung katholisch waren, beauftragte die damals zuständige Pfarre St. Anna den Architekten Simons, die ehemalige Mannschaftsküche zu einer Notkirche umzubauen. (Andere Quellen sprechen vom Pferdestall oder von einem Lichtspieltheater und späterem Möbellager.) Am 30. Januar 1927 (nach anderer Quelle am 3. September 1926) wurde das Gotteshaus dem Heiligen Petrus Canisius geweiht. Kurz nach Ende des Zweiten Weltkriegs brannte die Notkirche aus ungeklärten Umständen bis auf die Grundmauern ab, zum Osterfest 1948 wurde ein Neubau geweiht. Im Rahmen der Fusion mit der Gemeinde St. Bonifatius zur neuen Pfarre St. Thomas Morus wurde das Gebäude entwitmet und abgerissen. |
| weitere Bilder | St. Heinrich                               | Gemeinschaft der Gemeinden Krefeld-Ost – Pfarrei St. Nikolaus                  | Uerdingen Heinrich-Theißen-Straße 1, 47829 Krefeld             | 1909–1915                         | Das nach den Plänen des Frankfurter Architekten Hans Rummel erbaute Gotteshaus vereinigt unterschiedliche Kunststile, u. a. Neoromanik, Jugendstil und Neoklassizismus. Die Weihe der Kirche nahm am 11. Juli 1915 der Kölner Erzbischof Kardinal Felix von Hartmann vor. |
| weitere Bilder | St. Paul                                   | Gemeinschaft der Gemeinden Krefeld-Ost – Pfarrei St. Nikolaus                  | Uerdingen Irmgardisweg 6, 47829 Krefeld                        | 1957–1958                         | Die Kirche wurde 1957–1958 nach Plänen der Architekten Norbert Schöningh und Hugo Nagel errichtet. Wie viele Kirchenbauten aus dieser Zeit besteht sie aus rotem Ziegelmauerwerk und hellem Verputz, der Kirchturm hat eine Höhe von 20,45 m. Die Kirchenfenster stammen vom Krefelder Künstler Otto Lauterbach. Der Altarraum wurde 1987–1988 wiederum nach Plänen von Norbert Schöningh umgebaut. |
| weitere Bilder | St. Peter                                  | Gemeinschaft der Gemeinden Krefeld-Ost – Pfarrei St. Nikolaus                  | Uerdingen Burgstraße 7, 47829 Krefeld                          | 12. Jahrhundert                   | Das erste Gotteshaus an der heutigen Burgstraße geht sehr wahrscheinlich auf das 12. Jahrhundert zurück. Im Jahr 1285 wurde St. Peter durch den Kölner Erzbischof Siegfried von Westerburg zur eigenständigen Pfarre erhoben. In den Jahren 1381–1383 wurde der einschiffige Kirchenbau zur dreischiffigen Kirche erweitert. Im Jahr 1463 brannte die Kirche vollkommen ab, am 28. Dezember 1627 wurden Dach und Gewölbe schwer beschädigt, am 14. Februar 1799 stürzte das Kirchenschiff durch ein Hochwasser ein. In der Nacht vom 22. zum 23. August 1943 wurde das Gotteshaus durch einen Bombenangriff in Schutt und Asche gelegt, erst im Jahr 1948 konnte der Wiederaufbau abgeschlossen werden. |
| weitere Bilder | St. Matthias (Hohenbudberg)                | Gemeinschaft der Gemeinden Krefeld-Ost – Pfarrei St. Nikolaus                  | Uerdingen Platanenstraße 7, 47829 Krefeld                      | 1852–1854                         | Die Kirche wurde zum ersten Mal im Jahre 1150 in Form einer dreischiffigen Basilika mit einem dreigeschossigen Turm erwähnt. In den Jahren 1852–1854 wurde die Kirche nach Plänen von Vincenz Statz neu erbaut, wobei aber der romanische Turm aus dem 12. Jahrhundert erhalten blieb. Es handelt sich heute um eine „Kirche ohne Dorf“, der Ortsteil Hohenbudberg wird bis auf sehr wenige Wohnhäuser komplett gewerblich genutzt. |
| weitere Bilder | Pius-Lukas (vormals St. Pius X.)           | Gemeinschaft der Gemeinden Krefeld-Ost – Pfarrei St. Nikolaus                  | Gartenstadt Traarer Straße 380, 47829 Krefeld                  | 1966–1968                         | Für den neuen Stadtteil Gartenstadt wurde zunächst im April 1959 eine Notkirche St. Pius X. errichtet – das heutige Oscar-Romero-Haus. In den Jahren 1966–1968 wurde nach den Plänen des Düsseldorfer Architekten Josef Lehmbrock eine quadratische und stützenfreie Zeltkirche in direkter Nachbarschaft zur Notkirche erbaut, sie erhielt wiederum den Namen St. Pius X. Die Einweihung durch den Dechanten Johannes Kaiser fand am 24. November 1968 statt. Im Jahr 1974 erhielt die Kirche eine Orgel aus der Werkstatt von Beckerath, im Jahr 1985 konnten die drei neuen Glocken geweiht werden. Mit dem Abriss der evangelischen Lukaskirche verständigten sich die evangelischen und katholischen Gemeinden in Gartenstadt darauf, die Kirche St. Pius X. ab September 2020 ökumenisch zu nutzen. |
| weitere Bilder | St. Margareta                              | Gemeinschaft der Gemeinden Krefeld-Ost – Pfarrei St. Nikolaus                  | Linn Issumer Straße 22, 47809 Krefeld                          | 1819–1820                         | Die erste Kirche auf dem Linner Gebiet geht auf das siebte Jahrhundert zurück, sie wurde jedoch mitsamt der umliegenden Siedlung 1279 durch ein Hochwasser zerstört. Über die erste Linner Stadtkirche auf dem heutigen Margaretenplatz, die durch den Einsturz des Kirchturms 1814 zerstört wurde, ist wenig bekannt. Erst Ende des Jahres 1819 konnte in einem Neubau der erste Gottesdienst gefeiert werden, die Benediktion fand am 1. Juni 1820 statt. Umbauarbeiten Mitte des 19. Jahrhunderts für zwei zusätzliche Seitenportale führten zu dem heutigen Erscheinungsbild. |
| weitere Bilder | St. Mariä Himmelfahrt                      | Gemeinschaft der Gemeinden Krefeld-Ost – Pfarrei St. Nikolaus                  | Linn Boedikerstraße 25, 47809 Krefeld                          | 1959                              | Nachdem bereits im Jahr 1947 hier ein neuer Gemeindebezirk eingerichtet werden sollte, wurde am 19. Dezember 1949 im in Eigenregie umgebauten Luftschutz-Hochbunker am Memeler Platz ein Gemeindezentrum unter dem Namen „St. Matthias“ (mit Kapelle, Kindergarten u. a.) errichtet. Am 26. Dezember 1949 wurde St. Matthias eigenständige Gemeinde. Nach Gründung eines Kirchbauvereins im Jahr 1954 wurde am 8. Dezember 1957 der Grundstein für das neue Gotteshaus gelegt. Am 16. August 1959 weihte Bischof Carl Maria Splett die nach den Plänen der Architekten Fritz Dohmen und Franz Gotzen erbaute Kirche ein. Die Glasgestaltung stammt von Hubert Spierling und Georg Meistermann. Am 5. Mai 1961 wurde mit dem Bau des Glockenturms begonnen, der am 22. November 1961 mit dem Aufsetzen des Marienreliefs vollendet war. Das dazugehörige fünfstimmige Glockengeläut konnte am 7. April 1962 geweiht werden. |
| weitere Bilder | St. Andreas (Stratum)                      | Gemeinschaft der Gemeinden Krefeld-Ost – Pfarrei St. Nikolaus                  | Gellep-Stratum Legionstraße 40, 47809 Krefeld                  | 1952–1953                         | Als ersten Impuls zu einer eigenen Kirchengemeinde für den Stadtteil Stratum gründete man 1905 einen Kirchbauverein. Im Jahr 1917 konnten Sonntagsmessen im Winkmann’schen Saal gelesen werden. Am 24. Februar 1918 wurde eine Notkirche an der Düsseldorfer Straße benediziert. Eine Glocke des elsässischen Glockengießers Hemony aus dem Jahr 1734 konnte 1926 von der Nachbargemeinde Langst-Kierst erworben werden, und am 25. Oktober 1936 wurde die Orgel geweiht. In der Nacht vom 21. auf den 22. Mai 1944 wurde die Notkirche bei einem Bombenangriff zerstört, der erste Gottesdienst danach fand am 8. Juni 1945 in einer Schule statt. Nach der Grundsteinlegung am 4. Juni 1950 wurde am 19. März 1952 mit dem Bau des neuen Gotteshauses nach Plänen des Architekten Hein Stappmann begonnen, das Grundstück war eine Stiftung des Gastwirts Andreas Schmitz, dem zu Ehren das Patrozinium St. Andreas gewählt wurde. Das Fenster über dem Portal schuf der Glaskünstler Gustav Fünders. Am 12. Juni 1953 wurde die Kirche von Weihbischof Friedrich Hünermann geweiht, zum 16. Oktober 1955 wurde die Gemeinde selbstständig. |
| weitere Bilder | Heilige Schutzengel                        | Gemeinschaft der Gemeinden Krefeld-Süd – Pfarrei St. Augustinus                | Oppum Hauptstraße 18, 47809 Krefeld                            | 1900                              | Nach der Gründung eines Kapellenbauvereins im Jahr 1889 und der Schenkung eines Grundstücks von der Familie Heckschen-Stocker wurde 1898 der Düsseldorfer Architekt Josef Kleesattel mit der Planung des Kirchenbaus beauftragt. Die Grundsteinlegung am 30. April 1899 nahm Dechant Lefranc vor, am 30. September 1900 fand die Benediktion statt. Auf Wunsch der Gemeinde erhielt die Kirche das Patrozinium „Zu den Heiligen Schutzengeln“. Die anfängliche Tochtergemeinde der Gemeinde Bockum wurde am 1. April 1905 selbstständig. Als erster Pfarrer wurde Joannes Augstein am 4. Juni 1905 feierlich in sein Amt eingeführt. Bei einem Bombenangriff am Sylvestertag 1944 wurde die Kirche schwer beschädigt, da sie direkt neben dem Ausbesserungswerk und der Bahnstrecke als Hauptzielen des Angriffs lag. Nach dem Beschluss zum Wiederaufbaus am 18. Mai 1945 wurde die Kirche am 12. November 1950 wieder geweiht. In den 1980er-Jahren und im Jahr 2017 wurden Sanierungsmaßnahmen durchgeführt, die zum heutigen Erscheinungsbild führten. |
| weitere Bilder | St. Karl Borromäus                         | Gemeinschaft der Gemeinden Krefeld-Süd – Pfarrei St. Augustinus                | Oppum Fungendonk 14, 47809 Krefeld                             | 1959                              | In den Jahren 1932–1938 entstanden zwischen den Stadtteilen Oppum und Königshof zwei neue Siedlungen: „Donksiedlung Herbertzgut“ und „Untergath“. Sie bildeten einen gemeinsamen Bezirk, waren jedoch zwei verschiedenen Pfarrgemeinden zugehörig: „Zu den Hl. Schutzengeln“ und „Herz Jesu“. Nach Entstehung der Siedlungen bemühten sich viele Gläubige um den Bau eines neuen Gotteshauses, was aber an den damaligen politischen Verhältnissen scheiterte. Erst 1954 konnte die Pfarre Oppum von der Stadt Krefeld ein 129,95 Ar großes Grundstück zwischen Fungendonk und Buschdonk „zur Errichtung kirchengemeindlicher Bauten“ kaufen. Am 26. Januar 1955 wurde ein Kirchbauverein gegründet, und man beauftragte 1958 den Architekten Hein Stappmann in Linn mit der Planung. Der erste Spatenstich konnte am 22. März 1959 durchgeführt werden, die Grundsteinlegung erfolgte am 3. Mai 1959, das Richtfest beging man am 2. Juni 1959. Am 23. August 1959 wurde das neue Gotteshaus geweiht, im Frühjahr 1961 war auch der Kirchturm fertiggestellt. |
| weitere Bilder | Pax-Christi                                | Gemeinschaft der Gemeinden Krefeld-Süd – Pfarrei St. Augustinus                | Oppum Glockenspitz 265, 47809 Krefeld                          | 1979                              | Die Gemeinde- und Kunstkirche am Glockenspitz wurde nach den Plänen des Architekten Heinz Döhmen (1927–2019) gebaut und im September 1979 geweiht. Auf einen Kirchturm wurde aus Kostengründen verzichtet. Sehenswert ist die überdimensionale Skulptur „Steig/Výstup“ der tschechischen Bildhauerin Magdalena Jetelová aus dem Jahr 2005 im Garten der Kirche. Weiterhin konnten seit der Fertigstellung über 30 zeitgenössische Kunstwerke in das Gebäude integriert werden, u. a. von: Enrique Asensi, Joseph Beuys, Walter Dahn, Felix Droese, Marlene Dumas, Hubertus Gojowczyk, Barbara Heinisch, Leiko Ikemura, Ewald Mataré, Günther Oellers, Norbert Prangenberg, Klaus Rinke, Ulrich Rückriem, Helmut Schober, Chihiro Shimotani, Klaus Simon, Klaus Staeck, Günther Uecker, Thomas Virnich und Dorothee von Windheim. |
| weitere Bilder | St. Bonifatius (Stahldorf)                 | Gemeinschaft der Gemeinden Krefeld-Süd – Pfarrei Maria Frieden                 | Stahldorf Bonifatiusstraße 17, 47807 Krefeld                   | 1916/1959                         | Nach Gründung des Kirchbauvereins am 29. September 1912 durch Pfarrer Peter Gratzfeld von der Fischelner Gemeinde St. Clemens und Grundstücks-Schenkungen der AG Vulkan konnte die Pfarrkirche St. Bonifatius erbaut werden. Sie wurde am 2. April 1916 geweiht und war zunächst eine Filialkirche von St. Clemens, am 1. April 1921 wurde sie zur eigenständigen Pfarre „St. Bonifatius“ erhoben. Durch Neubürger wuchs die Pfarrgemeinde nach dem Zweiten Weltkrieg an, eine größere Kirche wurde erforderlich. Wiederum durch einen Kirchbauverein und nach Bereitstellung von Bauland durch die Edelstahlwerke konnte die vom Architekten Emil Steffann entworfene Kirche am 20. und 21. Juni 1959 durch Bischof Johannes Pohlschneider geweiht werden. |
| weitere Bilder | St. Johann Baptist                         | Gemeinschaft der Gemeinden Krefeld-Süd – Pfarrei Maria Frieden                 | Dießem/Lehmheide Johannesplatz 470, 47805 Krefeld              | 1892–1894                         | Die neugotische Kirche wurde 1892–1894 als Filialkirche der Gemeinde St. Stephan südlich der Krankenanstalten nach Plänen des Architekten Josef Kleesattel erbaut, sie wurde am 10. Oktober 1894 durch den Kölner Weihbischof Hermann Joseph Schmitz geweiht. Die Kirche ist vermutlich immer noch die größte Kirche der Stadt, ihr Turm ist 97 Meter hoch, sie bietet Platz für gut 3.000 Menschen. Den Zweiten Weltkrieg überstand die Kirche mit geringen Beschädigungen, es wurden nur das Westfenster und die Orgel zerstört. Schon zum goldenen Pfarrjubiläum am 20. Juli 1947 konnten die Wiederherstellungsarbeiten an der Kirche abgeschlossen werden. |
| weitere Bilder | St. Martin                                 | Gemeinschaft der Gemeinden Krefeld-Süd – Pfarrei Maria Frieden                 | Dießem/Lehmheide Ispelsstraße 65, 47805 Krefeld                | 1930–1931                         | Am 29. Juni 1930 fand die Grundsteinlegung für die bis 1931 nach Plänen von Caspar Lennartz 1930–1931 ausgeführte Kirche statt. Sie wurde noch im Jahr der Fertigstellung durch Weihbischof Hermann-Josef Sträter geweiht. Während der Zeit des Nationalsozialismus wurden zwei Priester von St. Martin, der Jesuitenpater Werner Barkholt und der Kapuzinerpater Dionysius Zöhren, im KZ Dachau Opfer des Regimes. Im Jahr 1968 fand nach den Plänen von Heinz Döhmen ein großer Umbau des Gotteshauses statt. 2004 trat die Gemeinde der Gemeinschaft der Gemeinden Krefeld-Süd bei. |
| weitere Bilder | Herz-Jesu (Königshof)                      | Gemeinschaft der Gemeinden Krefeld-Süd – Pfarrei Maria Frieden                 | Fischeln Kneinstraße 64, 47807 Krefeld                         | 1897/1988                         | Nach der Bereitstellung eines Grundstücks durch die Familie Korff und unter finanzieller Unterstützung durch den Kapellenbauverein Königshof wurde nach der staatlichen und kirchlichen Genehmigung im August 1896 mit dem Bau der Herz-Jesu-Kirche begonnen. Am 26. September 1897 wurde die Backstein-Saalkirche geweiht. Zunächst war sie eine Filialkirche von St. Clemens in Fischeln, am 7. September 1921 wurde die Gemeinde selbstständig. Nach einer gründlichen Umgestaltung und Sanierung wurde der Kirchenschlüssel Pfingsten 1988 durch den Architekten Franz Jörissen an Bischof Klaus Hemmerle übergeben. |
| weitere Bilder | St. Clemens (Fischeln)                     | Gemeinschaft der Gemeinden Krefeld-Süd – Pfarrei Maria Frieden                 | Fischeln Clemensstraße 10, 47807 Krefeld                       | 943, 1867–1886                    | Bereits im Jahr 943 wurde eine Pfarrkirche mit dem Namen „St. Clemens“ erwähnt, der Sage nach soll der heilige Willibrord (mit Beinamen Clemens) diese Kirche anstatt eines alten Tempels erbaut haben. Der romanische Kirchturm aus dem 12. Jahrhundert ist heute noch erhalten, das mittlere und nördliche Seitenschiff stammen aus den 14. und 15. Jahrhundert, das südliche Seitenschiff wurde 1750 hinzugefügt. Das heutige Gotteshaus wurde 1867–1886 nach Plänen des Architekten Vinzenz Statz erweitert. Im Jahr 1959 wurde das Gotteshaus restauriert und eine neue Sakristei errichtet. |
| weitere Bilder | St. Peter und Paul, Fichtenhain (ehemalig) |                                                                                | Fichtenhain Campus Fichtenhain 44, 47807 Krefeld               | 1984                              | Ehemalige Heimkirche des Campus Fichtenhain (damals „Rheinische Provinzial-Fürsorgeerziehungsanstalt“), 2004 Umbau zum Veranstaltungsort CAMPUS44, 2021 wurde hier ein Gründerzentrum eröffnet. |
| weitere Bilder | St. Mariä Heimsuchung (Maria Waldrast)     | Gemeinschaft der Gemeinden Krefeld-Süd – Pfarrei St. Michael                   | Forstwald Herrmann-Schumacher-Straße 48, 47804 Krefeld         | 1970–1971                         | Im Februar 1932 stiftete das Ehepaar Icks eine Scheune ihres Hofes im Stadtteil Forstwald für den Bau einer katholischen Kirche. An Stelle dieser Scheunenkirche konnte 1970 der Grundstein für das Gotteshaus „St. Mariä-Heimsuchung (Maria Waldrast)“ gelegt werden, das nach Plänen des Architekturbüros Nagel & Schöningen entstand. Die Kirche wurde am 13. November 1971 durch Weihbischof Gerd Dicke geweiht. Die Glasfenster „Geburt Jesu“ und „Kreuzigung“ wurden vom Krefelder Künstler Gustav Fünders entworfen, weitere Glasfenster stammen aus der Hand seines Sohnes Rainer Fünders. |
| weitere Bilder | St. Michael                                | Gemeinschaft der Gemeinden Krefeld-Süd – Pfarrei Maria Frieden                 | Benrad Am Konnertzfeld 29, 47804 Krefeld                       | 1956                              | Bereits im Jahr 1942 fanden erste katholische Sonntagsgottesdienste in dem von der Kirchengemeinde St. Tönis gekauften Haus Forstwaldstraße 154 statt, die in der Folgezeit immer wieder (u. a. durch die Gestapo) untersagt wurden. Nach dem Abzug der Besatzung aus dem Kinderhort der Deutsche Edelstahlwerke AG konnte im Sommer 1946 hier eine dem Erzengel Michael geweihte Kapelle eingerichtet werden. Im Jahr 1950 wurde ein Kirchenbauverein gegründet, das Grundstück für das Gotteshaus und ein Geldbetrag für den Bau wurden 1956 durch die Deutsche Edelstahlwerke AG zur Verfügung gestellt. Der erste Spatenstich für das nach Plänen des Architekten Jodokus Kehrer ausgeführte Gotteshaus fand am 29. September 1956 statt, die Grundsteinlegung erfolgte am 25. November 1956 durch den Missionsbischof Demont. Am 15. Dezember 1957 wurde die Konsekration durch den Bischof Johannes Pohlschneider vorgenommen. Der Kirchturm wurde 1963 nach Plänen von Winter und Stappmann fertiggestellt. Im Jahr 1973 wurde der Chorraum nach den Plänen des Architekten Norbert Schöningh umgestaltet, 1991 wurde die Kirche nach Plänen des Architekten Brünsing von Grund auf renoviert.                                                                                                |

#### Rumänisch griechisch-katholische Gemeinden
| Abbildung | Name / Bezeichnung | Konfession                               | Ortsteil, Adresse, Koordinaten               | Bauzeit      | Beschreibung |
| --------- | ------------------ | ---------------------------------------- | -------------------------------------------- | ------------ | --- |
|           |                    | Rumänische griechisch-katholische Kirche | Stadtmitte Hubertusstraße 226, 47798 Krefeld | 1970er Jahre | Seit dem Oktober 2018 finden die Gottesdienste der Rumänisch-Griechisch-Katholische Gemeinde in Krefeld in der Kapelle des Kinderheim Marianum „Maria Empfängnis“ statt. In den beiden vorherigen Jahren wurde hierfür die Kirche St. Maria Himmelfahrt in Linn genutzt. |

### Orthodoxe Gemeinden
| Abbildung      | Name / Bezeichnung | Konfession                           | Ortsteil, Adresse, Koordinaten               | Bauzeit          | Beschreibung |
| -------------- | ------------------ | ------------------------------------ | -------------------------------------------- | ---------------- | --- |
| weitere Bilder | „Heiliger Geist“   | Griechisch-Orthodoxe Kirchengemeinde | Fischeln Sachsenweg 1, 47807 Krefeld         | 1966             | Die Griechisch-Orthodoxe Kirchengemeinde Krefeld konnte das ehemalige evangelische Gotteshaus Matthäuskirche (welches im Jahr 2002 geschlossen wurde) kaufen – es wurde im Jahr 2005 auf den Namen „Heiliger Geist“ geweiht. |
| weitere Bilder | „Heilige Barbara“  | Russisch-Orthodoxe Kirchengemeinde   | Cracau Wielandstraße 11, 47799 Krefeld       | 1959–1960 / 2016 | Vor dem Jahr 2016 war dies die katholische Kirche St. Franziskus, sie wurde an die russisch-orthodoxe Kirchengemeinde der Heiligen Großmärtyrerin Barbara zu Krefeld verkauft. |
| weitere Bilder | „Maria Schutz“     | Ukrainisch-Orthodoxe Kirche          | Traar Maria-Sohmann-Straße 45, 47802 Krefeld | 1958             | Zunächst sollte hier (nach dem Ende des Zweiten Weltkriegs) ein Kloster für Studiten-Mönche errichtet werden – P. Johannes Peters gründete hierfür den Verein „Studien e. V.“ Nach den Plänen des Krefelder Architekten Theo Spieß (basierend auf der Konzeption von P. Johannes Peters) wurde an dieser Stelle aber ein ukrainisch-orthodoxes Gotteshaus in Form eines Oktogons (mit einer großen und drei kleinen Kuppeln) errichtet, welches am 28. Juli 1958 auf den Namen „Maria Schutz“ geweiht werden konnte. Spender waren (überwiegend) ehemalige – in Krefeld verbliebene – Zwangsarbeiter der Deutschen Edelstahlwerke aus der Ukraine (Hintergrund: Die Heimkehr nach dem Krieg hätte für viele ehemalige Zwangsarbeiter eine Verbannung in ein Gulag nach Sibirien bedeutet). |
|                | „St. Andreas“      | Rumänisch-Orthodoxe Kirche           | Uerdingen Am Zollhof 3, 47829 Krefeld        | 1964             | Seit Februar 2017 konnte die Rumänisch-orthodoxe Gemeinde Krefeld Räume der Freikirche der Siebenten-Tags-Adventisten auf der Freiligrathstraße nutzen, Anfang 2019 konnte dann die Turmkapelle der Michaelskirche in Uerdingen als festes Gotteshaus gemietet werden. |

### Apostolische Gemeinden
| Abbildung      | Name / Bezeichnung                                          | Überregionale Gemeinschaft        | Ortsteil, Adresse, Koordinaten                               | Bauzeit | Beschreibung |
| -------------- | ----------------------------------------------------------- | --------------------------------- | ------------------------------------------------------------ | ------- | --- |
| weitere Bilder | Katholisch apostolische Gemeinde zu Krefeld                 | Katholisch-apostolische Gemeinden | Cracau Neue Linner Straße 44, 47799 Krefeld                  |         | [ 164 ] |
| weitere Bilder | Apostolische Gemeinschaft Krefeld                           | Apostolische Gemeinschaft         | Kempener Feld/Baackeshof Prinzenbergstraße 89, 47803 Krefeld |         | Bei der Apostolischen Gemeinschaft Krefeld handelt es sich um eine kleine freikirchliche Gemeinde, die seit ca. 60 Jahren in Krefeld besteht. Im Haus auf der Prinzenbergstraße finden regelmäßig Gottesdienste statt. |
| weitere Bilder | Neuapostolische Kirche Krefeld-Fischeln                     | Neuapostolische Kirche            | Fischeln Anrather Straße 140, 47807 Krefeld                  | 1984    | Ab dem 5. Februar 1984 konnten im Stadtteil Fischeln Gottesdienste im Neubau auf der Anrather Straße 140 durchgeführt werden. |
| weitere Bilder | Neuapostolische Kirche Krefeld-Uerdingen                    | Neuapostolische Kirche            | Uerdingen Kastanienstraße 113, 47829 Krefeld                 | 1960    | Erste Zusammenkünfte der neuapostolischen Gemeinde in Uerdingen (zunächst als Teil der Gemeinde Krefeld) fanden bereits 1922 in einem Gebäude auf der Bruchstraße statt, 1936 konnten Räumlichkeiten auf der Duisburger Straße gemietet werden, die am 1. Februar 1936 für Gottesdienste geweiht wurden. Die Gemeinde erlangte ihre Selbstständigkeit im Jahr 1938. In den Kriegsjahren 1944 bis 1945 fanden die Gottesdienste im evangelischen Kindergarten sowie in einem Haus einer neuapostolischen Familie in Uerdingen statt – 1948 konnte endlich (auf der Kurkölner Straße) eine eigene Versammlungsstätte bezogen werden. Im Jahr 1960 wurde der Vorsteher beauftragt, einen Bauplatz für eine eigene Kirche zu finden, den er auf der Kastanienstraße fand – hier wurde am 1. August 1962 das Gotteshaus (in seiner heutigen Form) seiner Bestimmung übergeben. |
| weitere Bilder | Neuapostolische Kirche Krefeld-West                         | Neuapostolische Kirche            | Benrad Forstwaldstraße 201, 47804 Krefeld                    | 1981    | Am 21. Juli 1981 wurde die Gemeinde gegründet, am gleichen Tag konnte das neue Gotteshaus auf der Forstwaldstraße 201 geweiht werden. Die bisherige Gemeinde Willich-Anrath konnte am 1. Februar 1996 integriert werden. |
| weitere Bilder | Neuapostolische Kirche Linn (bis 2007)                      | Neuapostolische Kirche            | Linn Ostpreußenstraße 6, 47829 Krefeld                       | 1970    | Das Gotteshaus der neuapostolischen Kirche in Linn konnte am 12. Mai 1970 geweiht werden. Da sich die neuapostolische Gemeinde in Linn im Jahr 2004 mit der Gemeinde aus Uerdingen zusammengeschlossen hatte, konnte das Sakralgebäude im Jahr 2007 an die Evangelische Kirchengemeinde in Uerdingen verkauft werden, es wurde dort auf den Namen „Johanneskirche“ geweiht. |
| weitere Bilder | Neuapostolische Kirche Krefeld, Hardenbergstraße (ehemalig) | Neuapostolische Kirche            | Cracau Hardenbergstraße 115, 47799 Krefeld                   | 1950    | In einem Privatraum auf der Saumstraße 2 fanden bereits ab dem 14. Dezember 1904 erste Gottesdienste statt, im April 1911 konnten erste Räume in einem stillgelegten Fabrikgebäude auf der Jägerstraße 56 angemietet werden. Im Februar 1928 konnte ein Kirchenlokal in der Hubertusstraße 204 geweiht werden, welches aber – wegen der zunehmenden Geschwisterzahl – schnell wieder zu klein wurde. Schräg gegenüber konnte in der Hubertusstraße 187/189 ein größerer Versammlungsraum gefunden werden (ehemaliges Fabrikgebäude der Firma Van Houten); am 1. Oktober 1934 wurde Krefeld ein Ältestenbezirk. Durch einen Bombenangriff im Jahr 1943 wurde das Lokal der Gemeinde Krefeld zerstört, man kam – nach „Erbauungsstunden“ in Privaträumen – 1945 in einem Raum der Weberei Krahnen und Gobbers unter. Am 16. April 1950 konnte das neuerbaute Gotteshaus an der Hardenbergstraße 115 geweiht werden. Die Kirche wurde im Jahr 2011 verkauft und befindet sich heute in Privatbesitz, sie wurde in ein Altenpflegezentrum umgebaut. Am 11. Mai 2011 wurden die Gemeindemitglieder in die verbliebenen Krefelder Gemeinden integriert. |

### Sonstige Gemeinden
| Abbildung      | Name / Bezeichnung                                | Überregionale Gemeinschaft            | Ortsteil, Adresse, Koordinaten                             | Bauzeit   | Beschreibung |
| -------------- | ------------------------------------------------- | ------------------------------------- | ---------------------------------------------------------- | --------- | --- |
| weitere Bilder | Bradbury Barracks Church                          | Anglikanische Gemeinschaft            | Kempener Feld/Baackeshof Kempener Allee 145, 47803 Krefeld | unbekannt | Bei dem Gebäude handelt es sich um ein Gotteshaus auf dem Gelände der ehemaligen Adolf-von-Nassau-Kaserne, welches – während der Stationierung der britischen Rheinarmee – als Kirche benutzt wurde. Nach dem Abzug im Jahr 2002 wurde das Gebäude geschlossen. Es soll eine weitere Kirche existiert haben, eindeutige Hinweise dazu sind aber zurzeit nicht verfügbar. |
| weitere Bilder | Christliche Gemeinde im Haus am See               |                                       | Bockum Buschstraße 79, 47800 Krefeld                       | 2008      | Seit Ende 2008 nutzt die Christliche Gemeinde im Haus am See eine ehemalige Gaststätte im Stadtteil Bockum als Versammlungsort für Christen in Krefeld. Wie die in der Bibel erwähnten christlichen Gemeinden versammelt sich diese Gemeinde nicht in „heiligen Gebäuden“, sondern in dafür geeigneten Orten, je nachdem, welche Möglichkeiten ihnen vor Ort zur Verfügung stehen. Deshalb handelt es sich bei dem Gebäude auf der Buschstraße nicht um einen Sakralbau im engeren Sinne. |
| weitere Bilder | Gemeinde des Herrn Jesus Christus                 |                                       | Benrad-Nord Krützpoort 7a, 47804 Krefeld                   |           | |
| weitere Bilder | Christengemeinschaft                              | Die Christengemeinschaft              | Bockum Grenzstraße 130, 47799 Krefeld                      | 1963      | Bereits im Jahr 1931 gründete das Ehepaar Wilhelm und Elise Böttcher die Krefelder Christengemeinschaft. Nach dem Wiederaufbau ihrer Wohnung auf der Schönwasserstraße richteten sie im Jahr 1947 dort einen Versammlungsraum ein, im selben Jahr wurde hier die erste Menschenweihehandlung in Krefeld zelebriert. Im Jahr 1950 zog die Gemeinde in ein Domizil am Dahlerdyk, 1963 konnte dann das bis heute bestehende Gotteshaus auf der Grenzstraße geweiht werden. |
| weitere Bilder | Kirche Jesu Christi der Heiligen der Letzten Tage | Mormonentum                           | Fischeln Untergath 25, 47805 Krefeld                       |           | |
| weitere Bilder | Erste Kirche Christi, Wissenschaftler             | Erste Kirche Christi, Wissenschaftler | Cracau Dießemer Straße 147, 47799 Krefeld                  |           | |
| weitere Bilder | Freie Volksmission e. V.                          |                                       | Oppum Am Herbertzhof 11, 47809 Krefeld                     | 1976      | Bereits im Jahr 1960 wurde die freikirchliche Gemeinde „Freie Volksmission e. V. Krefeld“ von Ewald Frank gegründet. Auf einem ca. 10.000 m² großen Gelände am Herbertzhof befinden sich u. a. ein Gotteshaus, zwei Missionsgebäude sowie ein eigenes Druck- und Verlagshaus. |
| weitere Bilder | Brüdergemeinde Krefeld                            |                                       | Cracau Steckendorfer Str. 70, 47799 Krefeld                |           | Die Krefelder Brüdergemeinde entstand ca. 1890, die ersten Zusammenkünfte fanden in einem Privathaus auf der Inrather Straße statt. 1920 traf man sich in der Elisabethstraße, später in der Oelschlägerstraße, ab 1930 in der Aula des Arndtgymnasiums in der Dionysiusstraße. Im Jahr 1932 wurde ein Raum im Innenhof eines Hauses in der Hubertusstraße gemietet, wo man sich (mit zeitweiligen Unterbrechungen infolge politischer und kriegsbedingter Umstände) bis Anfang der 60er Jahre versammelte. im Jahr 1964 wurde auf der Alten-Linner-Straße ein großer Raum in einem Privathaus gemietet, 1978 konnte dort die Christliche Bücherstube eröffnet werden. Ab 1988 fanden die Sonntagsgottesdienste im Philipp-Jakob-Spener-Haus auf der Dreikönigenstraße 10 statt. Im Jahr 1996 konnte eine Industrieruine auf der Steckendorfer Straße gemietet werden, die zu einem Gemeindezentrum umgebaut wurde. Der Eröffnungsgottesdienst konnte am 4. Mai 1997 gefeiert werden, später (2002) konnten die kompletten Räumlichkeiten von der Gemeinde gekauft werden. |
| weitere Bilder | Biblische Christen Linn e. V.                     |                                       | Linn Carl-Sonnenschein-Straße 100, 47809 Krefeld           |           | Im Mai 1979 trafen sich erstmals Gemeindemitglieder zu einer Hauskreis-Versammlung in Much. Über eine Zwischenstation in Neuss (ab 1983) konnte im April 2010 das heutige Versammlungsgebäude „Evangeliums-Haus“ auf der Carl-Sonnenschein-Straße 100 in Krefeld-Linn bezogen werden. |
| weitere Bilder | Zeugen Jehovas                                    | Zeugen Jehovas                        | Benrad-Nord Gatherhofstraße 45, 47804 Krefeld              |           | |
| weitere Bilder | Zeugen Jehovas                                    | Zeugen Jehovas                        | Linn Kohlplatzweg 61, 47809 Krefeld                        |           | |

### Kapellen,Klöstero.Ä.

#### Zur Andacht in Krankenhäusern und Altenheimen
| Abbildung      | Typ     | Konfession, Träger etc.    | Name                                                      | Ortsteil, Adresse, Koordinaten                       | Bauzeit     | Beschreibung |
| -------------- | ------- | -------------------------- | --------------------------------------------------------- | ---------------------------------------------------- | ----------- | --- |
| weitere Bilder | Kapelle |                            | Kapelle Krankenhaus Maria Hilf „Maria Hilfe der Christen“ | Dießem/Lehmheide Dießemer Bruch 81, 47805 Krefeld    | 1914        | Die Kapelle „Maria Hilfe der Christen“ ist in einem Teil des historischen Flügels des Krankenhauses Maria Hilf zur Oberdießemer Straße hin zu finden. Die Fenster stammen von Gustav Fünders, Erich Charlier und Hubert Spierling. Das Krankenhaus Maria Hilf befindet sich (wie auch das Alexianer-Krankenhaus) seit 2009 in der Trägerschaft der Alexianer Krefeld GmbH. |
| weitere Bilder | Kapelle |                            | Kapelle Alexianer-Krankenhaus „St. Augustinus“            | Dießem/Lehmheide Dießemer Bruch 81, 47805 Krefeld    | 1861 / 1959 | Bei der heutigen Kapelle im Alexianer-Krankenhaus „St. Augustinus“ handelt es sich um einen modernen Neubau aus dem Jahr 1959, welcher als Ersatz für die abgerissene Kapelle an der Oberdießemer Straße errichtet wurde. Das Alexianer-Krankenhaus befindet sich (wie auch das Krankenhaus Maria Hilf) seit 2009 in der Trägerschaft der Alexianer Krefeld GmbH. |
| weitere Bilder | Kapelle | Ökumenische Bewegung       | Kapelle Dreifaltigkeitskloster „Heilige Dreifaltigkeit“   | Fischeln Am Dreifaltigkeitskloster 16, 47807 Krefeld | um 1900     | In der heutigen Klinik Königshof (im Dreifaltigkeitskloster „Heilige Dreifaltigkeit“ unter der Trägerschaft der St. Augustinus Fachkliniken gGmbH) existiert eine Kapelle, in der regelmäßig evangelische und katholische Gottesdienste stattfinden. Die Fenster der Kapelle stammen aus den Händen von Wilhelm Derix (auf das Jahr 1902 datiert), Gustav Fünders (1952, 1971), Sr. Felicitas Kügeler (1954), August Pigulla (1958) sowie Friedrich Stummel (1903). |
| weitere Bilder | Kapelle | Römisch-katholische Kirche | Kapelle St. Josefshospital                                | Uerdingen Kurfürstenstr. 69, 47829 Krefeld           | 1875        | Ca. 1380 wurde das „Hospital zum heiligen Michael“ (das heutige „Klöske“) auf der Oberstraße in Uerdingen gegründet. Nachdem es den gewachsenen Ansprüchen und Krankenzahlen nicht mehr gewachsen war, wurde die Krankenpflege ab 1815 im ehemaligen Franziskanerkloster auf der Niederstraße weitergeführt. Im Jahr 1875 konnte das St. Josefshospital eingeweiht werden, hier betreuten von 1866 bis 1962 aus Köln gewechselte Cellitinnen das Krankenhaus. Seit Frühjahr 2013 ist das Krankenhaus in der Trägerschaft der Malteser Deutschland gGmbH, zurzeit (Januar 2020) soll es, mit fünf anderen Kliniken der Malteser, an einen noch unbekannten Investor verkauft werden. |
| weitere Bilder | Kapelle | Ökumenische Bewegung       | Kapelle Helios Klinik                                     | Dießem/Lehmheide Lutherplatz 40, 47805 Krefeld       | 2015        | Nach dem großen Umbau des Helios-Klinikums Krefeld konnte die Ökumenische Kapelle im ersten Obergeschoss des Neubaus fertig gestellt werden (Dezember 2015), der erste Gottesdienst konnte am 24. Dezember 2015 gefeiert werden. Aus der katholischen Kapelle des ehemaligen städtischen Krankenhauses konnten die Originalfenster „Lichtbandes der Hoffnung“ (eine Fensterreihe der Künstlerin Marion Maas, die die christliche Botschaft von Alpha bis Omega erzählt) in die neue Kapelle integriert werden. Die bisherige Evangelische Kapelle in einem Gebäude am Rande des Geländes wurde Ende 2015 entwidmet. |
| weitere Bilder | Kapelle | Römisch-katholische Kirche | Kapelle Altenheim Josefshaus „Heilige Familie“            | Stadtmitte Tannenstraße 138, 47798 Krefeld           | 1894        | Im Jahr 1885 wurde das Gebäude des (späteren) Altersheims Josefshaus von den Gebrüdern Stomps als Samt- und Seidenfabrik auf der Tannenstraße gebaut. Schon fünf Jahre später erwarb der Kölner Orden der „Cellitinnen zur Hl. Maria“ das Haus zur Kinder-, Armen- und Krankenpflege. Vom Ersten Weltkrieg bis zum Jahr 1966 wurde hier ein Krankenhaus betrieben, ab 1967 wurde es in ein Alten- und Pflegeheim umgewandelt. Zwischen 1984 und 1987 wurde es unter Erhalt der denkmalgeschützten Fassade umgebaut und modernisiert. Die öffentlich zugängliche Kapelle wurde bereits im Jahr 1894 erbaut. |
| weitere Bilder | Kapelle | Ökumenische Bewegung       | Elisabeth-Kapelle im Hansa-Haus Krefeld                   | Stadtmitte Am Hauptbahnhof 2, 47798 Krefeld          | 1914–1916   | Das Hansa-Haus direkt gegenüber dem Hauptbahnhof wurde am 7. Januar 1916 eröffnet. Da es als Handelshaus wegen der wirtschaftlich schwierigen Situation nicht florierte, übernahm die Stadt Krefeld schon zehn Jahre später das Gebäude. Nach einer wechselvollen Geschichte (u. a. als Polizeistation, Gestapositz, Sammelpunkt für die letzte Deportation von jüdischen Mitbürgern, amerikanische und englische Militärverwaltung, Verwaltung der Stadt Krefeld, Hotel) wurde das Gebäude von der Caritas Krefeld im Oktober 2004 gekauft. Heute befindet sich hier u. a. neben einem Altenheim (betrieben durch die die Krefelder Caritasheime gGmbH) die Elisabeth-Kapelle, in der regelmäßig evangelische und katholische Gottesdienste stattfinden, die auch von den Bewohnern der Seniorenresidenz Hanseanum Krefeld besucht werden können. |

#### Zur Entlastung des Betriebes der Hauptpfarrkirche
| Abbildung      | Typ     | Konfession, Träger etc.    | Name               | Ortsteil, Adresse, Koordinaten        | Bauzeit | Beschreibung |
| -------------- | ------- | -------------------------- | ------------------ | ------------------------------------- | ------- | --- |
| weitere Bilder | Kapelle | Römisch-katholische Kirche | Kapelle St. Konrad | Hüls Rennstieg/Talring, 47802 Krefeld | 1959    | Die Kapelle St. Konrad wurde im Jahr 1959 nach den Plänen des Architekten Hannes Martens errichtet, sie wurde 1995 aufgegeben, da wegen Bergschäden Einsturzgefahr bestand. Eine Sanierung war nicht mehr wirtschaftlich. Das Glasbild „Adamsbild“ aus der Altarwand der Kapelle (16. Jahrhundert, vermutlich aus einem Kloster in der Eifel) übernahm die Konventskirche. Das Altarbild des heiligen Konrad (vom Kirchen- und Kunstmaler Heinrich Brey aus Geldern) übernahm die Gemeinde St. Konrad in Mönchengladbach, Tabernakel, Ambo und Altar gingen ins Krefelder Seniorenzentrum Wilmendyk. Die Kirchenglocke übernahm die Aussegnungshalle des Friedhofs Verberg (Krefeld), die Monstranz ging an eine Pfarre in Nigeria und die Kirchenbänke an eine Gemeinde in Žepče. |

#### Zur stationären Andacht
| Abbildung      | Typ     | Konfession, Träger etc.                     | Name               | Ortsteil, Adresse, Koordinaten                  | Bauzeit         | Beschreibung |
| -------------- | ------- | ------------------------------------------- | ------------------ | ----------------------------------------------- | --------------- | --- |
| weitere Bilder | Kapelle | In Privatbesitz, römisch-katholisch geweiht | Kapelle Haus Traar | Traar An der Elfrather Mühle 241, 47802 Krefeld | 1256 / 1669     | Die Kapelle ist ein einschiffiger Backsteinbau von 1669 mit einem längsrechteckigen Saal von 6,40 × 4,75 Metern und einem polygonalen, halbhohen und nachträglich angefügten Sakristeianbau. Das Dach besteht aus einem geschwungenen, schiefergedeckten Walmdach mit einem sechsseitigen Dachreiter mit geschweifter Spitzhaube. Das Innere ist flachgedeckt. Die Längsseiten sind von zweimal zwei Stichbogenfenstern mit einer alten Verglasung durchbrochen. Eine breite Rundbogenöffnung im Westen führt in die schmale, über die gesamte Kapellenbreite ausgedehnte Vorhalle. Diese wurde offensichtlich später eingebaut, denn die Fußbodenplatten gehen unter der schmalen Innenmauer hindurch, der innere Balken liegt nicht frei im Raum und die Türöffnung ist von ungewöhnlicher Form. Im Zuge der neuen Dacheindeckung und der Beseitigung des Efeus an der Südfassade wurden in den 1980er-Jahren die historischen Fenster vollflächig mit Sicherheitsglas geschützt und stabilisiert. |
| weitere Bilder | Kapelle |                                             | Kapelle Burg Linn  | Linn Rheinbabenstraße 85, 47809 Krefeld         | 14. Jahrhundert | Im Untergeschoss des Kapellenturms am Torgebäude befindet sich die gotische Burgkapelle aus dem 14. Jahrhundert, die sich mit einem großen Spitzbogen zum Palassaal hin öffnet. Die Kapelle besteht aus einem Rechteckjoch und einem in den Kapellenturm eingebauten fünfseitig geschlossenen Altarraum. Die Kapelle wird durch zwei Lanzettfenster beleuchtet. Möglicherweise befand sich eine weitere Kapelle im Obergeschoss des Batterieturms. |

#### Sonstige Kapellen
| Abbildung      | Typ              | Konfession, Träger etc.            | Name                                           | Ortsteil, Adresse, Koordinaten                          | Bauzeit      | Beschreibung |
| -------------- | ---------------- | ---------------------------------- | ---------------------------------------------- | ------------------------------------------------------- | ------------ | --- |
| weitere Bilder | Kapelle          | Ökumenische Bewegung               | Autobahnkapelle Geismühle                      | Oppum An der Geismühle, 47809 Krefeld                   | 1980         | Mit der Fertigstellung des Rasthofs an der Geismühle in den Jahren 1976 und 1977 wurde die Errichtung einer kleinen Kapelle in Erwägung gezogen. Erbaut wurde die Kapelle in den Jahren 1980 bis 1981 und am 18. April 1981 mit einem ökumenischen Gottesdienst eingeweiht. Sie ist zwar der evangelischen Kirche angeschlossen, diese hat jedoch aufgrund der ökumenischen Ausrichtung schon vor der Einweihung einen gemeinsamen Nutzungsvertrag mit der katholischen Region Krefeld abgeschlossen. |
| weitere Bilder | Bahnhofs-mission | Evangelische Kirche in Deutschland | Bahnhofsmission Krefeld                        | Stadtmitte Am Hauptbahnhof 1 / Gleis 1, · 47798 Krefeld | 1907         | Zeitgleich mit der Fertigstellung des Krefelder Hauptbahnhofes im Jahr 1907 nahm die Bahnhofsmission Krefeld ihre Tätigkeit auf. Wie auch in vielen Teilen von Deutschland waren es hier auch die Kaiserswerther Diakonissen, die gemeinsam mit Frauen des Vereins „Freundinnen junger Mädchen“ vom Lande nach Krefeld anreisenden Mädchen und jungen Frauen vor den Gefahren des städtischen Lebens zu warnen und ihnen ggf. im Mariannenstift Unterkunft anzubieten oder bei der Stellensuche behilflich zu sein. Nach dem Ersten Weltkrieg wurde die Bahnhofsmission durch die „Evangelische Frauenhilfe“ und dem „Katholischen Frauenbund“ als feste Anlaufstelle im Bahnhof weitergeführt. Ab 1927 wurden die christlichen Organisationen durch den „Israelitischen Frauenverein e. V.“ (später „Jüdische Bahnhofshilfe“) unterstützt, hierzu stellte die Reichsbahn einen ausrangierten Eisenbahnwaggon auf Gleis 1a zur Verfügung. Nach der Machtergreifung der Nationalsozialisten mussten die Arbeiten eingestellt werden, erst Mitte 1945 konnten die vorgenannten christlichen Organisationen die Tätigkeit wieder aufnehmen. Im Jahr 1959 konnte ein Neubau am damaligen Gleis 1a des Hauptbahnhofes bezogen werden. Ab 1991 wurde die Bahnhofsmission nur noch durch den „Evangelischen Gemeindeverband Krefeld“ betrieben, zwischen 2005 und 2007 musste der Betrieb zeitweise eingestellt werden. Heutiger Träger ist die „Diakonie Krefeld & Viersen“, im Gebäude am Gleis 1 finden in unregelmäßigen Abständen (evangelische) Gottesdienste statt. |
| weitere Bilder | Kapelle          | Römisch-katholische Kirche         | Kapelle Kinderheim Marianum „Maria Empfängnis“ | Stadtmitte Hubertusstraße 226, 47798 Krefeld            | 1970er Jahre | Die im Jahr 1755 von Gemeindemitgliedern der Dionysius-Pfarre gegründete Stiftung „Katholische Armenverwaltung Krefeld“ erbaute 1857 ein Haus für Waisen – das Kinderheim Marianum. Anfang der 1970er Jahre wurde das alte Gebäude abgerissen. Der neugotische Türbogen, das hölzerne Portal, die Marienstatue und einige weitere Elemente (z. B. Rosetten) wurden geborgen und in den Neubau integriert. Die Kapelle – die Platz für ca. 100 Personen bietet – besitzt eine Orgel der Firma Verschueren. Sie befindet sich im ersten Obergeschoss des Neubaus und ist nicht öffentlich zugänglich. |
| weitere Bilder | Kapelle          | Römisch-katholische Kirche         | Kapelle Kloster Mariae Heimsuchung Krefeld     | Cracau Jungfernweg 1, 47799 Krefeld                     |              | Am 19. April 1919 gründete der Kapuzinerpater Georg Müßig die Gemeinschaft der Franziskus-Schwestern in Krefeld, die zunächst im Krefelder Caritashaus beheimatet war. Nach einem kurzen Mietverhältnis auf der Sternstraße 5 konnte im Jahr 1927 ein Haus auf dem Jungfernweg 1 gekauft werden. In der Nacht vom 21. auf dem 22. Juni 1943 wurde es durch einen Bombenangriff zerstört, die Gemeinschaft konnte bis zum Wiederaufbau des Mutterhauses auf dem Jungfernweg im Haus Steinstraße 147 unterkommen. Einst war der Orden in der Haus- und Krankenpflege sowie in vielen anderen sozialen Aufgaben tätig, können die Schwestern u. a. aus Altersgründen diesen Aufgaben nicht mehr nachgehen. Das Haus dient jetzt als Tagungs- und Bildungsstätte, Ort für Gottesdienste, Gebetszeit, Meditation und Besinnung und steht allen Benachteiligten unserer Gesellschaft offen. In der (eigentlichen) Kapelle im Erdgeschoss finden täglich Gottesdienste statt, weiterhin steht hierzu die Klara-Kapelle im Obergeschoss zur Verfügung. Daneben steht den Schwestern noch ein Betraum (auch im Obergeschoss des Gebäudes) zur Verfügung. |
| weitere Bilder | Kapelle          | Ökumenische Bewegung               | Kapelle Hospiz am Blumenplatz                  | Stadtmitte Jägerstraße 84, 47798 Krefeld                | 2000         | Im Jahr 2000 gründeten der Caritasverband für die Region Krefeld e. V., der Evangelische Gemeindeverband Krefeld und die DRK-Schwesternschaft Krefeld e. V. die „Hospiz Stiftung Krefeld“, um ein stationäres Hospiz zu errichten. Hierzu wurde das ehemalige Kloster der Herz-Jesu Priester an der Jägerstraße 84 gekauft und umgebaut, am 1. Oktober 2004 konnte das Hospiz am Blumenplatz seiner Bestimmung übergeben werden. Im Gebäude befindet sich eine Kapelle (die frühere Kapelle der Herz-Jesu-Priester – als katholische Kapelle entwidmet), die überkonfessionell sowie als Veranstaltungssaal genutzt wird. In ihr finden regelmäßig Gottesdienste statt. |
| weitere Bilder | Kapelle          | unbekannt                          | Kapelle am Wimmersweg                          | Fischeln Wimmersweg 30, 47807 Krefeld                   | unbekannt    | Die Kapelle wurde vor dem Zweiten Weltkrieg durch den Erzbischof Marcel Lefebvre geweiht, aber nie offiziell von der Kirche anerkannt. Sie erstand als Einlösung eines Versprechens einer Studienrätin, die mit ihren Schülern einen schrecklichen Sturm in den Alpen überstanden hatten. Das Gebäude befindet sich in Privatbesitz. |

## Judentum
| Abbildung      | Name / Bezeichnung                        | Ortsteil, Adresse, Koordinaten                            | Bauzeit          | Beschreibung |
| -------------- | ----------------------------------------- | --------------------------------------------------------- | ---------------- | --- |
| weitere Bilder | Alte Synagoge Krefeld                     | Stadtmitte Ecke Marktstraße / Petersstraße, 47798 Krefeld | 1853 / 1903      | Ein jüdischer Betraum in Krefeld wird erstmals für das Jahr 1763 erwähnt, die Synagoge wurde im Jahr 1853 erbaut. 1903 wurde die Krefelder Synagoge umgebaut und vergrößert, das Gebäude wurde mit einem Stuckmantel im historistischen Stil verkleidet und erhielt fünf Türme. Der Rabbiner Jakob Horowitz weihte die Synagoge am 18. Juli 1903 ein. Während der Novemberpogrome 1938 wurde das Haus durch Brandstiftung zerstört. Am früheren Standort (Ecke Marktstraße / Petersstraße) befindet sich ein Mahnmal, dessen Gedenktafel die Synagoge aus dem Jahr 1903 zeigt.                                                                                   |
| weitere Bilder | Neue Synagoge                             | Stadtmitte Wiedstraße 17, 47799 Krefeld                   | 1981 / 2005–2008 | Nach der Zerstörung der Alten Synagoge während der Novemberpogrome 1938 dauerte es bis zum Jahr 1963, bis der erste private Betraum in privaten Räumlichkeiten (in der Nähe der Wiedstraße) bezogen werden konnte; hier wurde im Jahr 1981 die erste Synagoge eröffnet. Im Jahr 2005 konnte der erste Grundstein für die neue Synagoge – nach den Plänen der Meerbuscher Architekten Dirk Jost und Klaus Reymann – gelegt werden, sie konnte am 14. September 2008 feierlich eröffnet werden. Über dem Haupteingang befinden sich Nachbauten der drei Glasfenster des Künstlers Johan Thorn Prikker, die er im Jahr 1928 für die Alten Synagoge gefertigt hatte. |
| weitere Bilder | Synagoge Hüls                             | Hüls Klever Straße 30, 47839 Krefeld                      | 1883             | Seit dem 17. Jahrhundert ist ein jüdischer Betsaal in Hüls belegt. Im Jahr 1883 wurde die Synagoge in Hüls geweiht, wahrscheinlich löste sich die dazugehörige Gemeinde aber in den 1920er-Jahren auf (im Jahr 1932 wechselten die letzten Mitglieder zur Gemeinde Kempen). Während der Novemberpogrome 1938 wurde das Haus durch Brandstiftung zerstört. |
|                | Synagoge Linn                             | Linn Rheinbabenstraße 92, 47809 Krefeld                   | 1863–1865        | Ein erster jüdischer Gebetsraum in Linn ist für das Jahr 1710 belegt. Der Krefelder „Seidenbaron“ Philipp de Greiff (Menonit) vermachte den Linner Juden 8.000 Taler für den Bau einer Synagoge, diese konnte 1863 in einem leicht orientalischen Stil an der Rheinbabenstrasse errichtet werden. Während der Novemberpogrome 1938 wurde die Kuppel durch Brandstiftung zerstört, anschließend legten Feuerwehrleute die Umfassungsmauern nieder. |
| weitere Bilder | Jüdisches Bethaus (Fischeln)              | Fischeln Marienstraße 37, 47807 Krefeld                   | 1848             | Der Krefelder Stadtteil Fischeln besaß keine eigene Synagoge, 1848 wird jedoch erstmals ein jüdischer Betraum im ersten Stock des Gebäudes auf der Marienstraße nachgewiesen. Nach dem Jahr 1910 soll – nach den bekannten Quellen – hier aber kein Gottesdienst mehr gefeiert worden sein, da die Mitgliederzahl der Gemeinde durch Umzug einiger Familien nach Krefeld zu klein wurde. Das Haus befindet sich in Privatbesitz. |
| weitere Bilder | Synagoge Uerdingen                        | Uerdingen Bruchstraße 2, 47829 Krefeld                    | 1840er Jahre     | Der erste Nachweis einer Synagoge in Uerdingen stammt aus den 1840er-Jahren, sie befand sich im hinteren Bereich eines Hauses in der Bruchstraße. Während der Novemberpogrome 1938 war (aus baulichen Gründen) die Inbrandsetzung nicht möglich, deshalb wurde die Inneneinrichtung des Gebäudes mitsamt der Kultgegenstände leergeräumt und auf dem Uerdinger Marktplatz zu einem Scheiterhaufen aufgetürmt und in Brand gesteckt. Das Synagogengebäude wurde später abgedeckt und die Grundmauern abgerissen. Seit 1988 erinnert eine Bronzeplatte an die ehemalige Synagoge.                                                                                  |
| weitere Bilder | Aussegnungshalle Alter Jüdischer Friedhof | Dießem/Lehmheide Heideckstraße 2, 47805 Krefeld           |                  | Die Begräbnisstätte für die jüdischen Mitbürger wurde im Jahr 1723 angelegt, im Jahr 1864 erwarb die Stadt den sogenannten „Alten Teil“, angrenzend an den Jüdischen Friedhof und baute ihn zu einem Friedhof aus. |
| weitere Bilder | Aussegnungshalle Neuer Jüdischer Friedhof | Dießem/Lehmheide Alte Gladbacher Str. 120, 47798 Krefeld  | 1901             | Der „Neue Jüdische Friedhof“ an der Alten Gladbacher Straße wurde bereits 1901 eröffnet, er wird bis heute belegt. Im Jahr 1935 wurden Grabstätten vom jüdischen Friedhof Hoterheide in Osterath (Meerbusch) hierhin verlegt. Heute sind noch zwischen 730 und 800 Grabsteine erhalten. |

## Islam
| Abbildung      | Name / Bezeichnung             | Ortsteil,. Adresse, Koordinaten                   | Bauzeit     | Beschreibung |
| -------------- | ------------------------------ | ------------------------------------------------- | ----------- | --- |
| weitere Bilder | Alevitische Gemeinde Krefeld   | Stadtmitte Steinstraße 69, 47798 Krefeld          | 2004        | Der Verein „Alevitisches Kulturzentrum Krefeld und Umgebung e. V.“ wurde im Jahr 1994 gegründet. Im Jahr 2000 konnte eine ehemalige Wäscherei auf der Steinstraße in Krefeld gekauft werden, die in Eigenarbeit vom Verein saniert wurde. Das Alevitische Kulturzentrum konnte dort 2004, mit der Zielsetzung der Ausübung des alevitischen Glaubens, Förderung der Bildung und Erziehung, Kunst und Kultur, der Jugend- und Altenhilfe, Integration und Migrantenarbeit, eröffnet werden. Das Begegnungszentrum bietet die Möglichkeit, einen kulturellen Austausch zu pflegen. Es hat sich zur Aufgabe gemacht, die kulturellen und gesellschaftlichen Interessen der alevitischen Bevölkerung in Krefeld zu vertreten und zum friedlichen Zusammenleben aller Menschen beizutragen. |
| weitere Bilder | Fatih Moschee                  | Dießem/Lehmheide Saumstraße 14, 47805 Krefeld     | ca. 1989    | Bei dem Gotteshaus auf der Saumstraße handelt sich um eine klassische Hinterhofmoschee, die von der Gemeinde seit ca. 1989 betrieben wird. Da die Moschee für die Anzahl der Gläubigen zu klein wurde, wurde der Architekt Nihat Bilgic im Jahr 2018 beauftragt, ein neues Sakralgebäude im Dreieck Gladbacher Straße / Deutscher Ring zu planen. |
| weitere Bilder | Fatih Moschee                  | Dießem/Lehmheide Gladbacher Straße, 47805 Krefeld | 2019        | Da die Moschee auf der Saumstraße für die Anzahl der Gläubigen zu klein wurde, wurde der Architekt Nihat Bilgic im Jahr 2018 beauftragt, ein neues Sakralgebäude zu planen, welches auf einem 2500 Quadratmeter große Gelände verwirklicht werden könnte, dass von der Deutschen Bahn beziehungsweise der Stadt Krefeld erworben werden konnte. Seit Mitte August 2019 wurde auf dem Grundstück mit dem Bau eines neuen muslimischen Gotteshauses begonnen. Es wird von einer Kuppel mit 19 Metern Durchmesser gekrönt, insgesamt soll die Moschee 38 Meter hoch sein. Weiterhin wird ein viergeschossiges Gebäude als Begegnungsstätte an der Gladbacher Straße entstehen. |
| weitere Bilder | Merkez Moschee                 | Dießem/Lehmheide Viersener Str. 41, 47805 Krefeld |             | |
| weitere Bilder | Hacı Bayram Veli Moschee       | Cracau Sprödentalstraße 56, 47799 Krefeld         |             | |
| weitere Bilder | Mimar Sinan Moschee            | Uerdingen Lübecker Weg 60, 47829 Krefeld          |             | |
| weitere Bilder | Yunus-Emre-Moschee             | Stahldorf Obergath 166, 47805 Krefeld             | 1995 / 2014 | Die Yunus-Emre-Moschee (türkisch Yunus Emre Camii) trägt ihren Namen in Erinnerung an den türkischen Dichter Yunus Emre (um 1249 bis 1321), er gilt als Vorkämpfer des Sufismus und der türkischen Dichtung in Anatolien. Die Gemeinde in Krefeld-Stahldorf wurde am 17. Mai 1985 auf dem Wehrhahnweg 90 gegründet, im Jahr 1995 konnte ein Gebäude (am Obergath 166) für das jetzige Gotteshaus gekauft werden. Im Jahr 2014 konnte ein 25 Meter hoher Minarettturm nach den Plänen der Architekten Tayfun Atilir errichtet werden, weiterhin wurden (auch nach Plänen der Architekten Tayfun Atilir) Umbauten in der Moschee durchgeführt. |
| weitere Bilder | Yavuz Sultan Selim Han Moschee | Cracau Seidenstraße 6, 47799 Krefeld              |             | |
| weitere Bilder | Yesil Moschee                  | Uerdingen Niederstraße 131, 47829 Krefeld         |             | |

## Hinduismus
| Abbildung      | Name / Bezeichnung                        | Ortsteil, Adresse, Koordinaten                        | Bauzeit | Beschreibung |
| -------------- | ----------------------------------------- | ----------------------------------------------------- | ------- | ------------ |
| weitere Bilder | Hinduistischer Kulturverein e. V. Krefeld | Kempener Feld/Baackeshof Girmesgath 85, 47803 Krefeld |         | [ 258 ]      |

## Trauerhallen
| Abbildung      | Name                                     | Ortsteil, Adresse, Koordinaten                    | Bauzeit     | Beschreibung |
| -------------- | ---------------------------------------- | ------------------------------------------------- | ----------- | --- |
| weitere Bilder | Trauerhalle des Hauptfriedhofs           | Dießem/Lehmheide Heideckstraße 98, 47805 Krefeld  | 1913–1915   | Nach zwei Jahren Bauzeit konnte die Trauerhalle des Hauptfriedhofs – nach den Plänen des Leitenden Baurats Hentrich und dem Architekten Rumpen – in Krefeld fertig gestellt werden. Durch einen Bombenangriff im Zweiten Weltkrieg wurde das Gebäude schwer beschädigt, erst im Jahr 1951 konnte mit dem Wiederaufbau begonnen werden. Die Ehrentafeln aus dem Ersten Weltkrieg konnten im Jahr 1968 wieder angebracht werden, 1974 wurde die Trauerhalle komplett saniert und im Sommer 2006 wurde dann die komplette Dachkonstruktion erneuert. |
| weitere Bilder | Trauerhalle des Friedhofs Bockum         | Bockum Am Badezentrum 141, 47800 Krefeld          |             | Die Trauerhalle besitzt Glasfenster, die von der Künstlerin Andrea Schruck-Matthiolius geschaffen wurden. |
| weitere Bilder | Trauerhalle des Friedhofs Elfrath        | Elfrath An der Elfrather Mühle 109, 47802 Krefeld | 1982–1984   | Die Trauerhalle des Friedhofs in Elfrath wurde nach den Plänen des Architekten Franz Jörissen erbaut. |
| weitere Bilder | Trauerhalle des Friedhofs Fischeln       | Fischeln Kölner Str. 730, 47807 Krefeld           | 1994        | Die Trauerhalle des Friedhofs in Fischeln wurde im Jahr 1994 nach den Plänen der Architekten Himmelein & Klinkhammer erbaut. |
| weitere Bilder | Trauerhalle des Friedhofs Gellep-Stratum | Gellep-Stratum Heidbergsweg 71a, 47809 Krefeld    |             | |
| weitere Bilder | Trauerhalle des Friedhofs Hüls           | Hüls Am Strathhof 32, 47839 Krefeld               | 1914 / 1959 | Im Jahr 1914 wurde – nach den Plänen von Karl Dahmen – auf dem Friedhof in Hüls eine Leichenhalle erbaut. Im Jahr 1959 wurde die neue Friedhofskapelle vollendet, die Fenstergestaltung stammt aus den Händen von Theo Ackermanns. |
| weitere Bilder | Trauerhalle des Friedhofs Linn           | Linn Hammerstraße 63, 47809 Krefeld               |             | |
| weitere Bilder | Trauerhalle des Friedhofs Oppum          | Oppum Heckschenstraße 58, 47809 Krefeld           |             | |
| weitere Bilder | Trauerhalle des Friedhofs Traar          | Traar Kemmerhofstraße 320, 47802 Krefeld          |             | |
| weitere Bilder | Trauerhalle des Friedhofs Uerdingen      | Uerdingen Friedensstraße 152, 47829 Krefeld       |             | |
| weitere Bilder | Aussegnungshalle des Friedhofs Verberg   | Verberg Hüttenallee 258, 47802 Krefeld            |             | Bei der Aussegnungshalle des Friedhofs Verberg handelt es sich um eine offene Holzkonstruktion mit einem danebenstehenden Glockenturm (auch aus Holz), beide sind vor dem eigentlichen Friedhofseingang zu finden. Direkt in der Nähe befindet sich eine Gedenkstätte für Kriegsopfer. |